# Municipio de Nicolás Romero
El municipio de Nicolás Romero es uno de los 125 municipios del Estado de México y uno de los cinco municipios pertenecientes a la Región Naucalpan, en el centro de la República Mexicana. Está ubicado al norte del Estado, formando parte de la Zona Metropolitana del Valle de México; el municipio es una zona transición entre el Valle de México y la Sierra de Monte Alto, una estribación de la Sierra de Las Cruces. Su cabecera municipal es la Ciudad Nicolás Romero, localizada a 58 km de la ciudad de Toluca y a 12 km de la Ciudad de México. El municipio limita al norte con Villa del Carbón y Tepotzotlán, al sur con Atizapán de Zaragoza e Isidro Fabela, al este con Cuautitlán Izcalli, al oeste con Jiquipilco y Temoaya.
Los asentamientos humanos en la región datan desde la época prehispánica, siendo los primeros habitantes clanes pertenecientes al Pueblo otomí. Existe evidencia que para el año 900 d. C., ya existían algunos poblados en el territorio, entre ellos Magú y Cahuacán. Los habitantes de la región han atestiguado diversos momentos históricos de la formación del país, caracterizando a la región por recibir inmigrantes de otras regiones debido a su ubicación y cercanía con otros pueblos.
El nombre de Nicolás Romero, tal y como se le conoce actualmente, lo adquiere en honor de la memoria del coronel Nicolás Romero, quien participó en la llamada Guerra de Reforma (transcurrió desde el 17 de diciembre de 1857 hasta el 1 de enero de 1861) al lado de las fuerzas liberales.

## Toponimia

### Glifo

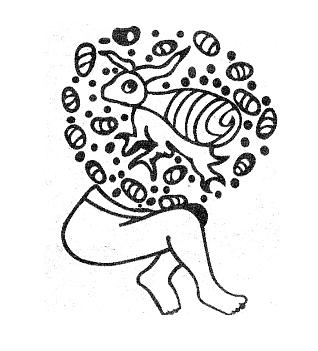
Glifo de Azcapotzaltongo

El glifo de Nicolás Romero está derivado de su anterior nombre de Azcapotzaltongo, que proviene de la voz Náhuatl "Azcatl (hormiga) - Putzalli (tierra elevada) - Tontli (pequeño) - Co (lugar)" y junto se debe traducir como “en los pequeños hormigueros”. Gráficamente se describe como una hormiga rodeada de piedras o frutos que representan los pueblos sujetos al mismo, sobre las piernas de la diosa de la abundancia.
Símbolo que representa al pueblo de Azcapotzaltongo durante la recién creada "colonia", la figura representa a una hormiga rodeada de granos de maíz que significa los pueblos sujetos a Azcapotzaltongo. El topónimo data del 29 de abril de 1574, su fuente es del testamento del cacique Don Antonio Cortés Totoquihuaztli.
A partir de 1900, en que al municipio se le principia a llamar Nicolás Romero, nombre que hasta la fecha conserva. Este nombre lo lleva para honrar la memoria del coronel homónimo que participó en la llamada Guerra de Reforma al lado de las fuerzas juaristas. Posteriormente, Nicolás Romero, combatió a los invasores franceses y finalmente, estos terminaron fusilándolo el 18 de marzo de 1865 en la Plazuela de Mixcalco: lo anterior ocurrió en el periodo histórico registrado como segundo imperio.
Al municipio se le ha conocido, con los siguientes nombres: Azcapotzaltongo, en la época prehispánica; San Pedro Azcapotzaltongo, durante casi todo el periodo colonial; Monte Bajo, de 1821 al 18 de abril de 1898, en que por decreto n.º 38 de la Legislatura Local, la cabecera municipal de Monte Bajo, conocida como pueblo del mismo nombre, es elevado a la categoría de villa y se le denomina Villa Nicolás Romero.  Es a partir de 1900, en que al municipio se le principia a llamar Nicolás Romero, nombre que hasta la fecha conserva. Aunque se debe aclarar que no existe un decreto que cambie el anterior nombre de municipio de Monte Bajo.  El 11 de septiembre de 1998, por decreto n.º 63 de la Legislatura Local y por gestiones del Ayuntamiento 1997/2000, la cabecera municipal fue elevada a la categoría de ciudad y actualmente se conoce como Ciudad Nicolás Romero.
El gentilicio de los habitantes de Nicolás Romero es nicolás romerense.

## Símbolos

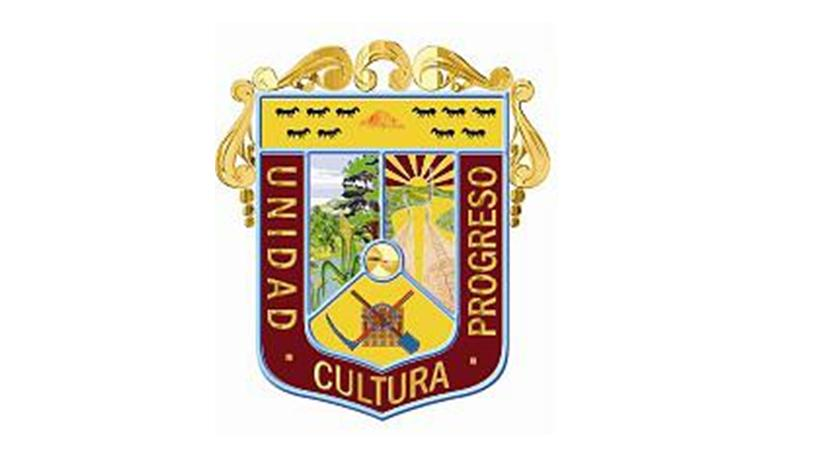
Escudo del municipio de Nicolás Romero

Transcurría el trienio (73-75) que presidía el C. Arturo Sánchez cuando Genaro Roa Paulín fue convocado para participar en la creación de un escudo identidad del municipio.
El significado del escudo municipal es:
Escudo enmarcado en la parte superior hasta la mitad del mismo con ornato color oro, dividido en tres secciones.  Las dos secciones superiores presentan respectivamente: la de la izquierda, un paisaje con campos y montes, un río, un maguey; en primer tiempo un árbol y una mazorca que simbolizan la flora, orografía e hidrografía de la región que comprende el municipio. Todo ello coloreado al natural.  La sección de la derecha representa una fábrica coronada por las montañas, símbolo de la tecnología y de que este municipio es pionero en la industrialización que se inicia desde la mitad del siglo XIX, un sol con rayos de color rojo y amarillo, sol que hace posible la vida y que era una de las principales deidades de nuestros antepasados indígenas.  En la parte inferior de la tercera sección contiene: unos libros, una pala, una guadaña y una rueda, que representan la cultura, el trabajo y el progreso respectivamente.  La orla ostenta en el rectángulo, la simbolización de los diez pueblos del municipio, que están representados por otras tantas hormigas situadas a los lados de un pequeño hormiguero.  Remata el escudo en la parte superior, con las iniciales de San Pedro Azcapotzaltongo y en el círculo central, las de Villa Nicolás Romero, que era el nombre de la cabecera municipal.  Predominan en el escudo los colores azul, rojo, verde, amarillo y oro; contiene además la leyenda que dice: UNIDAD, CULTURA, PROGRESO, como meta de los habitantes del municipio de Nicolás Romero.

## Historia

### Época prehispánica
Una amplia región que comprende lo que hoy es el municipio estuvo habitada por el antiquísimo pueblo hñahñu, que se le conoce como otomí, que es un vocablo náhuatl, derivado de otomitl, que significa sin asiento. Los hñahñu eran nómadas; de la región de los grandes lagos fueron desplazados a estas serranías a la llegada de tribus con mayor civilización y mejor preparados para la guerra.
Al consolidarse la Triple Alianza, en año 3 Tochtli (1430), los mexica dominan esta región y Cahuacán se convierte en cabecera de distrito tributario dentro del Estado de Tlacupan, con capital en la actual Tacuba.
Existen en el municipio 4 pueblos con orígenes prehispánicos: Cahuacán, Azcapotzaltongo y Tlillan, vocablos en náhuatl que significan; “dueños de bosques, en el pequeño hormiguero, y en lo negro”; el otro es Magú, palabra en hñahñu con la cual dice “mi casa”. No obstante que esta fue una región otomí, existen nombres en náhuatl precisamente por la dominación ejercida por tribus con esa lengua.

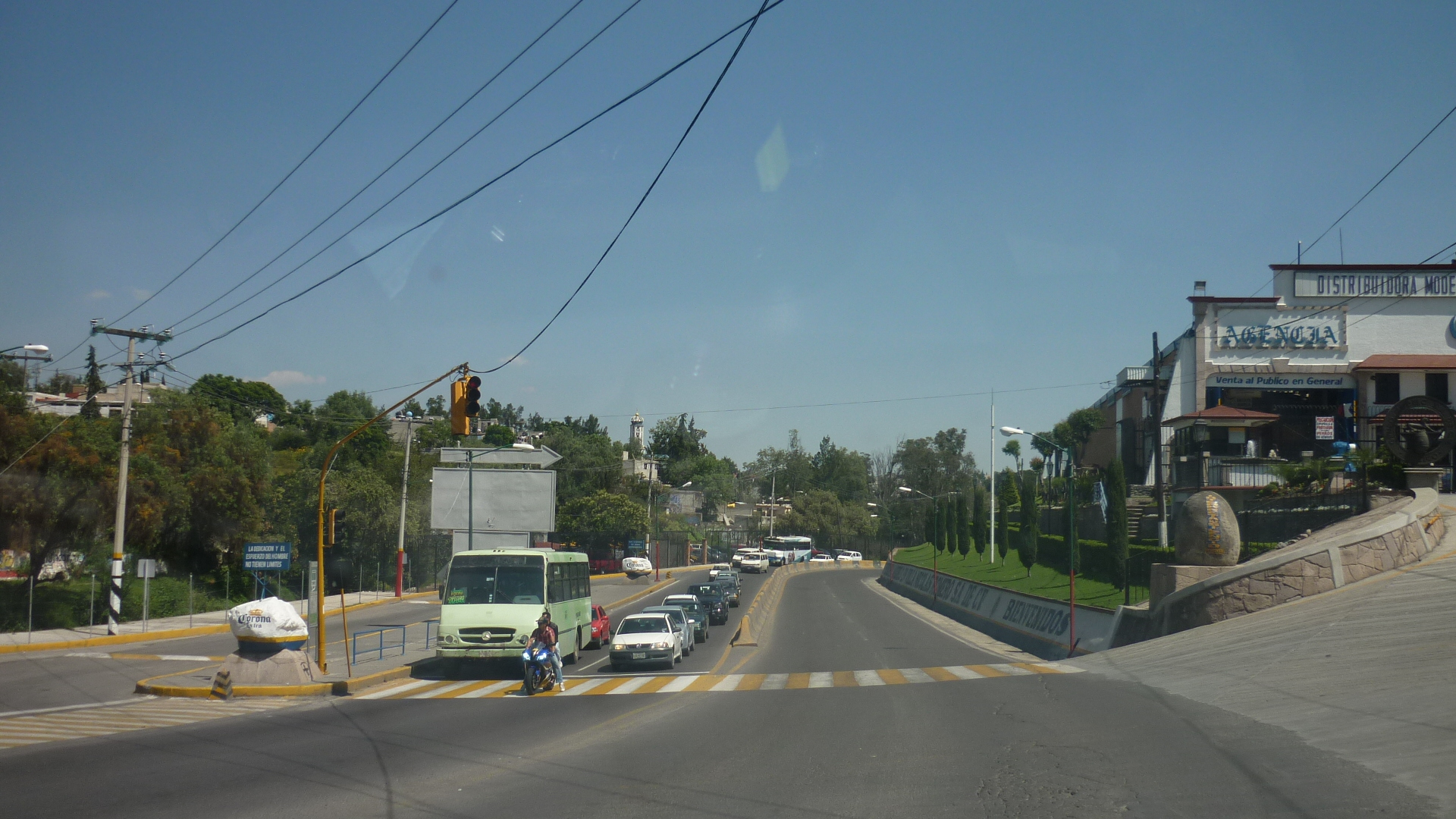

### Época Española
A la llegada de los españoles rápidamente se repartieron las tierras por medio de mercedes reales. A partir de 1537 los indígenas litigaron por recuperar sus tierras y agua. Esta lucha duró casi 400 años, hasta cuando se inicia la dotación de ejidos, en muchos casos como San Miguel Hila y Los Comuneros, no se han resuelto.
Los grandes acaparadores de tierra en esa época fueron: Navarrete, dueño del molino del mismo nombre, que después se conoció como molino viejo y que finalmente fue la hacienda de San Ildefonso, que es donde existen los poblados de Barrón, Colmena y San Ildefonso con todas sus colonias, así como la colonia Vicente Guerrero y el fraccionamiento Los Manantiales.
Otro terrateniente fue Alfonso de Bracamontes y Dávalos Conde de Miravalle, dueño de la inmensa hacienda de La Encarnación, que tuvo más de 18 mil hectáreas.
También de la época española, data el documento que supuestamente mantienen en su poder los vecinos de San Francisco Magú, en que el virrey Juan Antonio Vizarrón y Eguiarreta los eximió del pago de impuestos a la Corona española por una leyenda de que en dicho pueblo se dio alojo al virrey, de lo que no hay indicios ni registros históricos. Los vecinos de dicho pueblo actualmente no pagan impuesto predial por una supuesta revalidación del documento hecha por Benito Juárez y Luis Echeverría, de lo cual tampoco hay registro.

### Creación del municipio
En el año de 1820, casi para finalizar la época colonial se crearon dos municipios: el de Monte Alto, con el territorio que hoy ocupan los municipios de Isidro Fabela y Jilotzingo y el de Monte Bajo, con el espacio geográfico que ocupa el municipio de Nicolás Romero y parte de lo que actualmente es Atizapán de Zaragoza.
En 1820 el hoy Nicolás Romero se eleva a la categoría de Municipio con el nombre de Municipio de San Pedro Atzcapotzaltongo, lo cual ocurrió dentro de la época española. El primer presidente municipal fue el coronel de caballería don Jesús Gómez de Aguado, que luchó en el ejército insurgente de Miguel Hidalgo. Se ha tomado como fecha de creación del municipio el 29 de junio, que coincide con la festividad del santo patrono San Pedro.
Se ha dicho que al terminar el movimiento de Independencia la calma retornó al municipio, lo cual no es del todo cierto, pues apenas transcurridos 7 años de consumada la Independencia, en 1828 el teniente coronel Manuel Reyes Veramendi inició un pronunciamiento en contra de los españoles que vivían en México. Este pronunciamiento está fechado en Paso de la Cuesta Grande, Montealto, México en 27 de septiembre de 1828. En el Archivo Histórico Militar se encuentra un comunicado fechado el 12 de junio de 1838, en el que se da cuenta de un nuevo pronunciamiento ocurrido en Montealto a favor del Sistema de Gobierno Federal.
Después de esta fecha se disfrutó de un periodo de paz en este territorio, que se vio interrumpido hasta las acciones de la Guerra de Reforma. En este periodo de relativa calma (1840-1857) es cuando se inicia la industria textil en el municipio, destacando la Fábrica de Hilados y Tejidos de San Ildefonso, que inició sus actividades en 1847. En 1854 se concentraron datos estadísticos sobre la existencia de dos fábricas de hilados y tejidos: La Abeja y La Colmena, ubicadas en Molino Viejo; entre las dos tenían 650 operarios y producían 71,948 piezas de mantas.
El 18 de abril de 1898, por decreto n.º 38; el pueblo de Monte Bajo, cabecera del municipio del mismo nombre es elevado a la categoría de villa con el nombre de Villa Nicolás Romero.

### México independiente

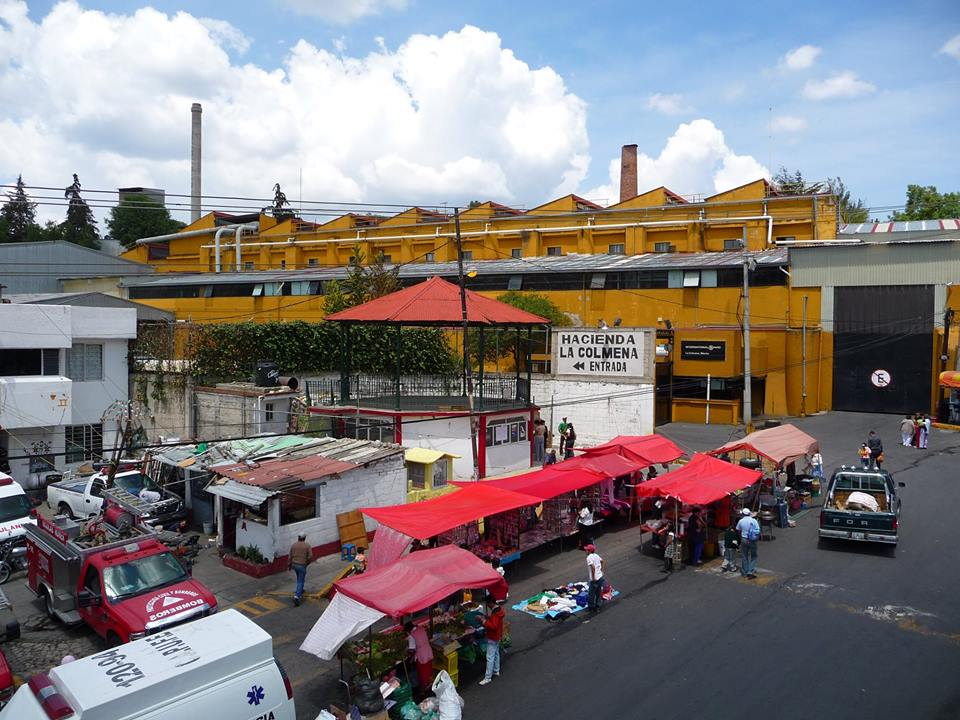
Vista de la fábrica de La Colmena

En 1847, en plena intervención norteamericana se inició la industrialización en el municipio al funcionar las industrias textiles de Molino Viejo, hoy la Colmena y la de Río Grande en San Ildefonso, que aún sigue produciendo.
La fábrica de hilos de Barrón, funciona a partir de 1852. En 1848 había 4,665 habitantes en el municipio. Estas industrias fueron determinantes para la economía de amplia región e influyeron en el aumento de la población municipal.
En 1859, de la fábrica de Molino Viejo salió Nicolás Romero a engrosar las filas juaristas enfrascadas en la Guerra de Reforma.
De las tres industrias textiles sólo sigue funcionando la fábrica de textiles San Ildefonso, que cumplió más de 150 años y se ha convertido en una importante generadora de ganancias ya que exporta sus producciones de casimires a diversas partes del mundo.

### El porfiriato
Al inicio del porfiriato el municipio tenía 8949 habitantes y seguía llamándose Monte Bajo.
El 18 de abril de 1898, por decreto n.º 38, la Legislatura Local aprobó que el pueblo de Monte Bajo, cabecera de la municipalidad de ese nombre, fuese elevado a la categoría de villa con el nombre de Villa Nicolás Romero.
En el año de 1900, principia a trabajar la industria papelera El Progreso Industrial, en ese mismo año llega el Ferrocarril de Monte Alto al antiguo pueblo de San Pedro Azcapotzaltongo, ya se contaba con energía eléctrica y la empresa textilera San Ildefonso ya había instalado las plantas de Villada, Tlillan y Fernández Leal.
En 1903 el ferrocarril de Monte Alto se amplió hasta El Progreso Industrial. En 1906 nació la Sección de San Ildefonso de la liga de Electricistas, aunque existe el antecedente que desde el siglo pasado había organizaciones obreras llamadas mutualidades, que agruparon a los trabajadores textileros.
El 15 de septiembre de 1910, se inauguró el Teatro Centenario, que funcionaba también como escuela. Ese teatro está ligado a la historia de Nicolás Romero, ahí actuaron muchos de los habitantes del mismo. Fue cuartel en la revolución, ahí se reunieron los sindicatos, hubo peleas de box, funcionó el primer cine de la población y se celebran todavía los festivales de fin de cursos. Nunca se le dio mantenimiento y a finales de la década de los cincuenta comienza a mostrar signos del abandono y durante 30 años se tuvo mayor deterioro. Fue reconstruido en 1993.

### Época revolucionaria
Al inicio del movimiento armado, en el municipio, no se escenificaron batallas ni levantamientos armados; sin embargo, conforme fue avanzando el movimiento revolucionario, esta zona fue adquiriendo importancia estratégica, por las fábricas, el ferrocarril y por ser puerta de entrada a la zona zapatista de Santiago Tlazala y Jilotzingo.
A partir de 1913, los pueblos del municipio fueron escenario de combates y lo mismo eran tomados por los revolucionarios, que por quienes los combatían. De esta época es otro de los personajes históricos, el general zapatista Leopoldo Acevedo, que murió en combate contra las fuerzas del entonces mayor Antonio Ríos Zertuche, en los montes de Tlazala, en septiembre de 1916.

### Época postrevolucionaria
En 1932, se organizó la sección sindical de Progreso Industrial. En 1940, el 7 de abril deja de funcionar el ferrocarril de Monte Alto. En la década de los cincuenta, la Compañía de San Antonio de Abad, S.A. deja de operar las fábricas de Barrón y Colmena. Finalmente estas industrias cerraron en la década de los sesenta.
En 1948 la profesora Brígida Miranda Domínguez, originaria de este municipio, fundó el Centro Escolar Nezahualcóyotl, que actualmente es el colegio particular más antiguo de Nicolás Romero.
Tras una lucha histórica por la restitución de sus tierras, en 1919 una resolución presidencial firmada por Venustiano Carranza, dota al pueblo de Cahuacán de 740 hectáreas y se crea el 24 de septiembre de ese año el primer ejido posrevolucionario el de Santa María Magdalena Cahuacán.

### Época actual

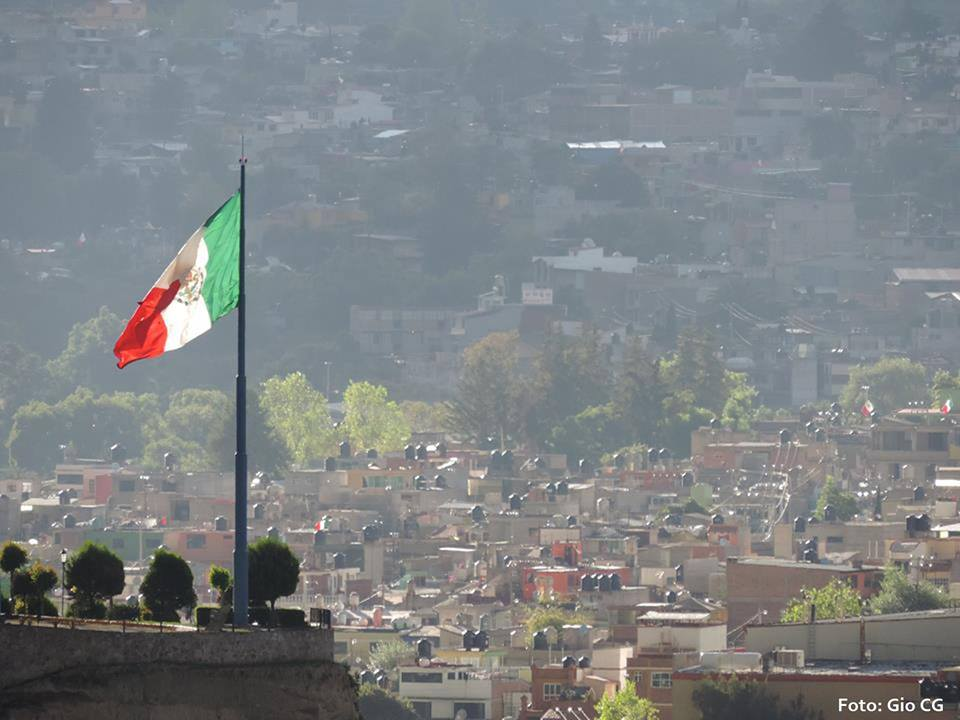
Bandera de México ondeando con vista al pueblo de San Ildefonso.

Al inicio de la década de los sesenta se aplicó en la cabecera municipal el Plan Echeverría de Remodelación de Pueblos. Gracias a ello, se pavimentó la Avenida Nicolás Romero, se remodeló el Jardín Hidalgo, se construyeron guarniciones, banquetas, y algunas obras más que embellecieron la entonces Villa Nicolás Romero.

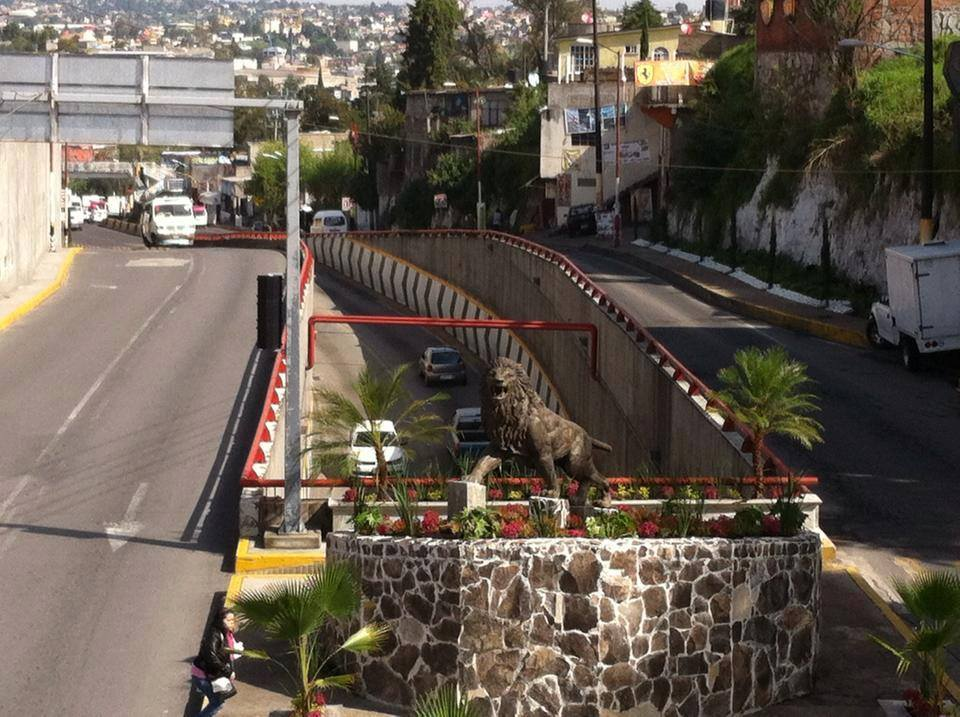
Paso superior bramadero

Desde la década de los ochenta el municipio sufrió una urbanización acelerada en un entorno rural, lo que provocó un sinnúmero de asentamientos irregulares y un crecimiento que terminó uniendo las distintas localidades que antes fueron Pueblos y originó que en septiembre de l998 se convirtiera en ciudad. Dada la orografía irregular del municipio aún se enfrentan problemáticas de urbanización como drenaje y pavimentación, por lo que debido al crecimiento de la mancha urbana en la ciudad de Nicolás Romero se tienen problemas de índole rural y urbano.
En la década de los noventa se creó la Clínica de la Mujer y la Universidad Tecnológica Fidel Velázquez.
El 11 de septiembre de 1998, por decreto n.º 63, la Legislatura Local aprobó que Villa Nicolás Romero sea elevada a la categoría de ciudad. Y ahora se llama Ciudad Nicolás Romero a la cabecera municipal, y Nicolás Romero a los demás pueblos que los comprenden.
El 3 de junio de 1999 se creó la Escuela de Artes y oficios de Nicolás Romero, dependiente del ICATI y del Gobierno del Estado México. 
Desde el año 2000, y hasta la actualidad el municipio ha sufrido grandes transformaciones urbanas, con la construcción de nuevos fraccionamientos.
El 8 de diciembre del 2005 se supervisa la obra de construcción de la preparatoria oficial no.148 situada en el pueblo de San Ildefonso. 
En junio de 2008 fue inaugurada la planta de Bio Sistemas Sustentables, ubicada en la colonia Los Tubos en el Ejido de San José el Vidrio;la cual se encarga de la recolección de los Residuos Sólidos Urbanos en el Municipio de Coacalco de Berriozábal y recibe los de Nicolás Romero y Huixquilucan, todos en el Estado de México. Esta planta da tratamiento a la basura la cual es separada en orgánica e inorgánica y brinda empleo aproximadamente a 250 personas.
En la actualidad se estima un incremento de cerca del 20% de la población municipal que había en 2005 debido principalmente a la construcción de miles de viviendas de interés social, en varios fraccionamientos dentro del municipio.[cita requerida]
En el año 2010, el gobierno municipal de Nicolás Romero realizó obras de remodelación en la explanada municipal, con motivo de las celebridades del Bicentenario, construyó el Jardín y la Explanada Bicentenario, así como la Concha Acústica, donde artistas locales pueden dar muestra de sus talentos.
A partir del 2011 se construyeron tres nuevos pasos a desnivel. El primer paso en los límites con Atizapán de Zaragoza, sobre la principal vialidad del municipio; el segundo se constituyó también en la vía principal, a la altura de El Bramadero y el tercero en la Vía Alterna del municipio llamada Vía Corta, a la altura de la Colonia Libertad donde era necesario para mejorar la fluidez vehicular hacia las nuevas oficinas del DIF municipal y la Casa del Adulto Mayor.
En 2020 nuevamente se remodeló la explanada municipal y las calles del primer cuadro, se tiró la concha acústica y se regreso el 'histórico' Kiosco, con un programa de López Obrador destinado a ello, se introdujo el sistema Road Zipper, dl cuál 'abre' un carril extra a la vía principal en horas pico, con un par de máquinas que había adquirido el gobierno del Estado y posteriormente se remodelaron diversos deportivos en el municipio; el sistema Road Zipper se volvió intermunicipal, pues varios de sus muros de contención y una de sus máquinas fueron a terminar en el municipio de Tlalnepantla, donde opera sobre la Avenida Mario Colín; entre otras csas la cabecera municipal pasó a denominarse como 'El Centro histórico de San Pedro Azcapotzaltongo'.

## Política y gobierno

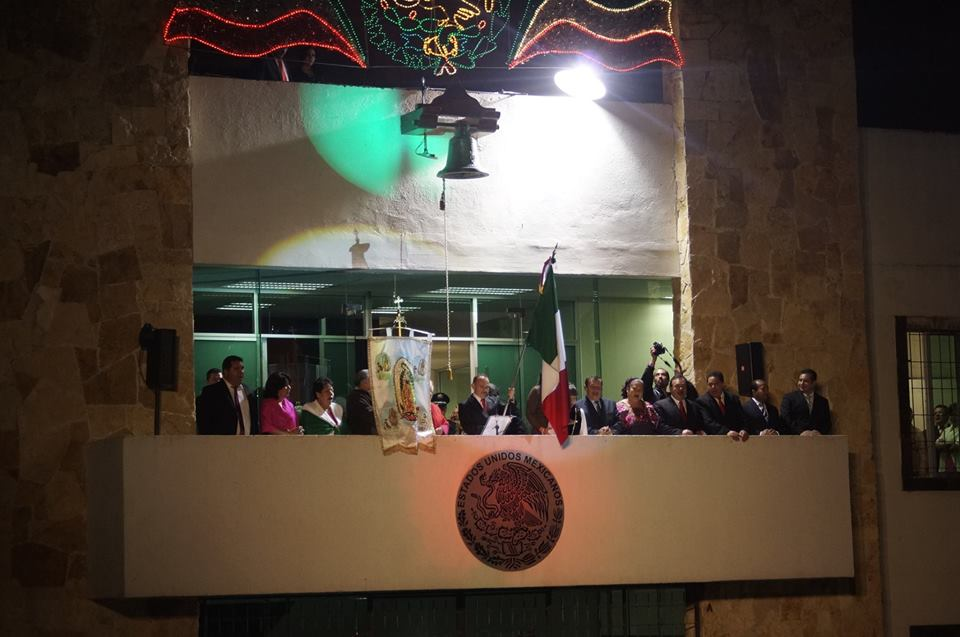
El presidente municipal Martín Sobreyra dando el grito de independencia.

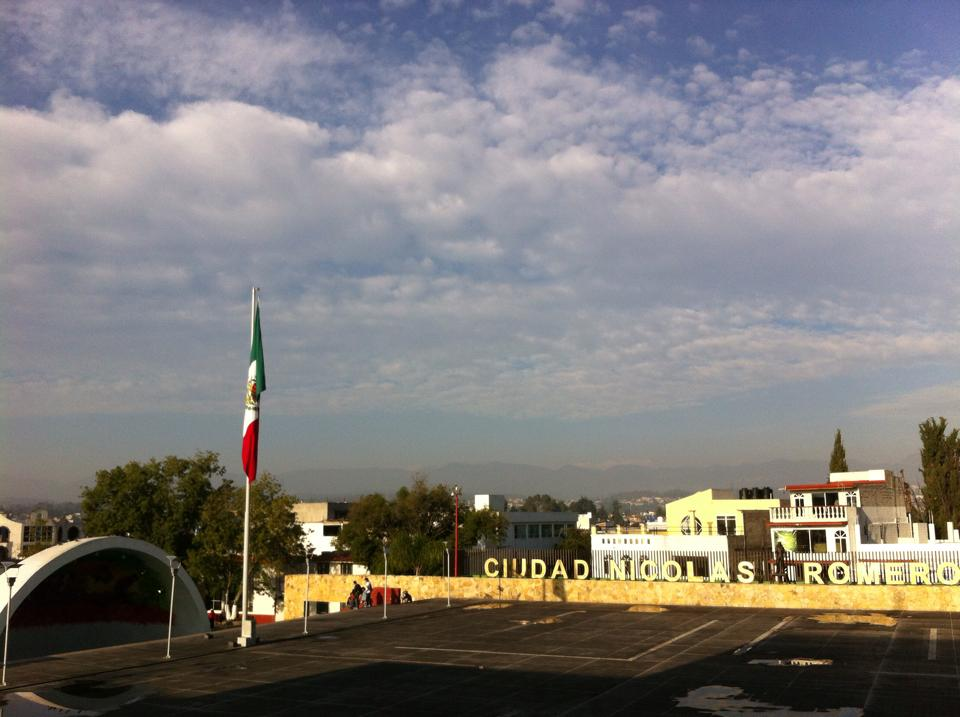
Vista de la explanada en el Palacio Municipal.

La composición del H. Ayuntamiento Constitucional de Nicolás Romero es así: 
- Presidente municipal
- Un síndico
- Siete regidores de mayoría relativa
- Seis regidores de representación proporcional

Son autoridades auxiliares municipales, los delegados y subdelegados que se eligen en cada población, así como los Consejos de Participación Ciudadana de cada colonia y delegación.
Tanto las autoridades municipales como las auxiliares se eligen cada tres años o cuando lo determine la Legislatura Local.
El municipio de Nicolás Romero pertenece al Distrito Rentístico y Judicial de Tlalnepantla.

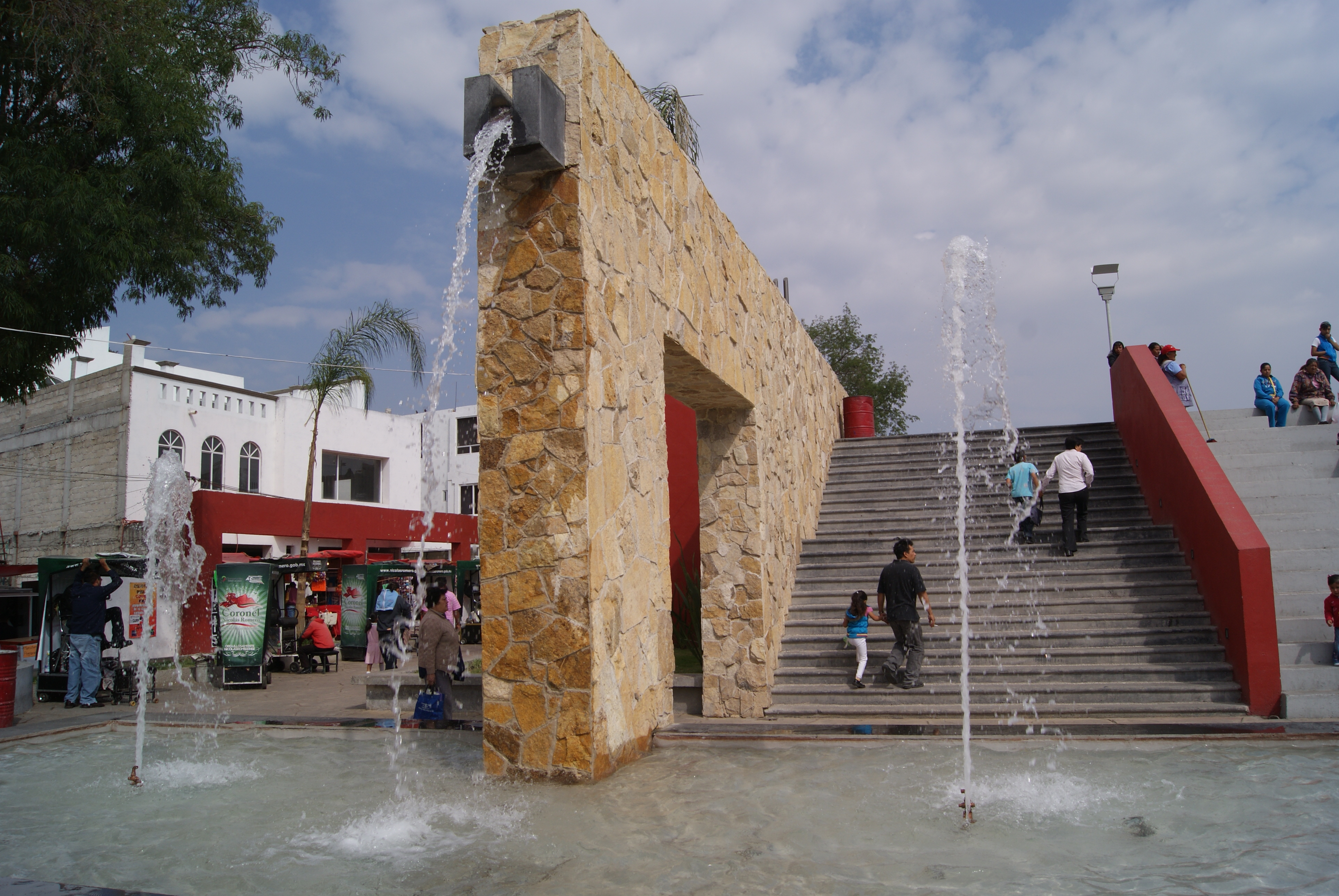
Jardín Municipal de Nicolás Romero

### Cronología de presidentes municipales
- Hilario Mirafuentes S./ Ismael Gil González 1955-1957
- Luis Barrera Miranda	1958-1960
- José Carrasco Monroy	1961-1963
- Reynaldo García Rueda	1964-1966
- Salvador Angulo Navarro 1967-1969
- Luis Gómez Andrade 1970-1972
- Arturo Sánchez Martínez  1973-1975
- Alfonso Vargas González 1976-1978
- Guillermo Sánchez Barrales 1979-1981
- Fidel Chávez Guzmán 1982-1984
- José Luis Rosas Mirafuentes 1985-1987
- Francisco Rosas Martínez 1988-1990
- Carlos Chávez Rodríguez 1991-1993
- Fidel Chávez Guzmán/Carlos Sánchez Martínez 1994-1996
- Domingo de Guzmán Vilchis Pichardo 1997-2000
- Gabino Jasso Aguirre	2000-2003
- Rafael Barrón Romero	2003-2006
- Martín Sobreyra Peña	2006-2009
- Alejandro Castro Hernández 2009-2012
- Martín Sobreyra Peña 2013-2015
- Angelina Carreño Mijares 2016-2018
- Armando Navarrete López 2019-2021
- Armando Navarrete López 2021-2024

### Evolución del nombre del municipio

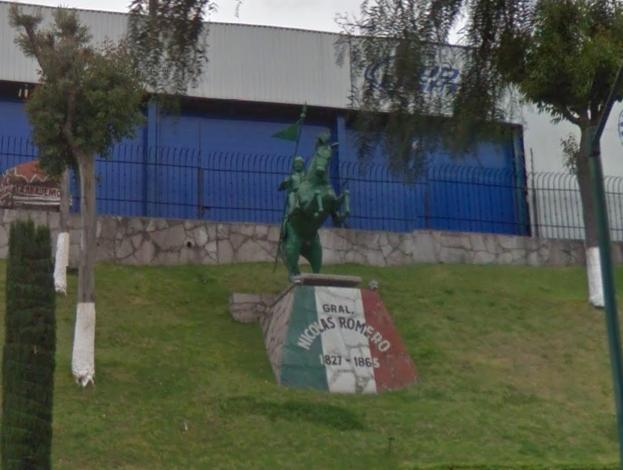
Estatua del Coronel Nicolás Romero

El nombre del municipio ha evolucionado en conjunto con el país:
- En la época prehispánica era conocido como Azcapotzaltongo, que significa en los pequeños hormigueros.
- Durante el periodo colonial, se le conoció como San Pedro Azcapotzaltongo, debido a que el Santo Patrono del pueblo es San Pedro Apóstol.
- Casi al finalizar la época colonial, el 20 de junio de 1820 se crean dos municipios: el de Monte Alto, en el territorio que hoy ocupan los municipios de Isidro Fabela y Xilotzingo (o Jilotzingo) y el de Monte Bajo con el espacio geográfico que ocupa el municipio de Nicolás Romero y parte de lo que actualmente es Atizapán de Zaragoza.
- El 18 de abril de 1898, por decreto n.º 38 de la Legislatura Local, la cabecera municipal de Monte Bajo, conocida como pueblo del mismo nombre, es elevado a la categoría de villa y se le denomina Villa Nicolás Romero.
- El 11 de septiembre de 1998, por decreto n.º 63 de la Legislatura Local, la cabecera municipal fue elevada a la categoría de ciudad y actualmente se conoce como Ciudad Nicolás Romero.

### Regionalización electoral
Pertenece al IV Distrito Electoral Federal del Estado de México junto con la parte occidental del municipio de Cuautitlán Izcalli y al XLIV Distrito Electoral Local del Estado de México, junto con los municipios de Isidro Fabela y Jilotzingo. El municipio es cabecera de ambos distritos.

## Geografía

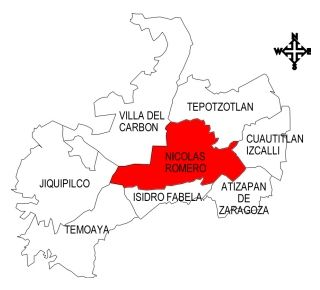
Mapa de Nicolás Romero con los municipios colindantes.

Según información del INEGI-IIIGECEM, el municipio de Nicolás Romero tiene 233,51 km², que representan un 1.04% de la superficie total del Estado de México.
La localidad de Ciudad Nicolás Romero está situada en el Municipio de Nicolás Romero (en el Estado de México). Tiene 366, 602 habitantes.
La altitud media del municipio es de 2370 m s. n. m., encontrando su punto más alto a casi 3500 m s. n. m.

### Delimitación
Colinda al norte con Villa del Carbón y Tepotzotlán, al sur con Atizapán de Zaragoza e Isidro Fabela, al este con Cuautitlán Izcalli y al oeste con Jiquipilco y Temoaya.
El municipio está dividido en una ciudad, 10 pueblos, 77 colonias y 7 fraccionamientos, encontrándose los puntos de mayor desarrollo comercial alrededor de la cabecera municipal. 
Es parte de la Zona Metropolitana del Valle de México junto con otros 18 municipios del Estado de México que colindan con el Distrito Federal, y es parte de la Región VIII Naucalpan junto a Huixquilucan, Isidro Fabela, Jilotzingo, Naucalpan de Juárez, siendo Nicolás Romero el de mayor extensión, representando el 32.84% de la extensión total de la región y la segunda en cuanto a población total, por debajo de Naucalpan.

### Orografía

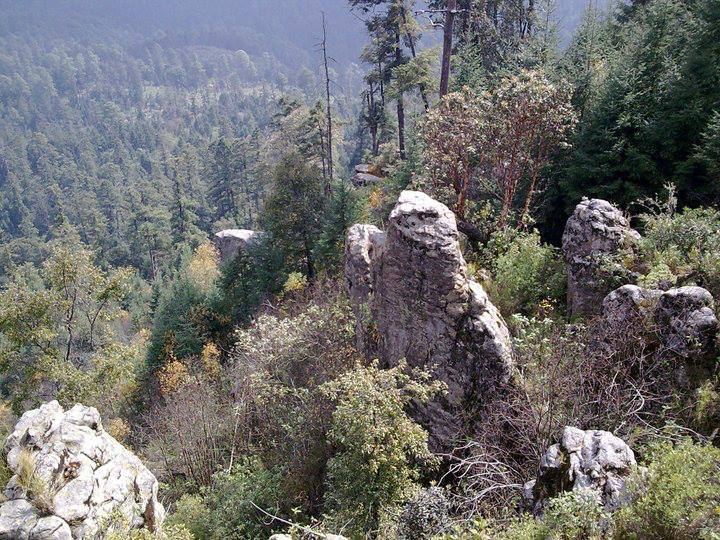
Zonas boscosas y montañosas de Nicolás Romero

El sistema orográfico del municipio está formado por el conjunto montañoso conocido como la Sierra de Monte Alto, de la que se derivan varios cerros como: "El Escorpión, Tres Piedras, El Águila, El Negro, Río Frío, Peñas de San Isidro y Peña Blanca"; que son las principales formaciones o las más conocidas. La altitud media sobre el nivel del mar es de 2,370 metros.
El Municipio de Nicolás Romero se ubica en la Provincia del Eje Neovolcánico, en la Subprovincia de Lagos y Volcanes de Anáhuac, la diversidad orográfica que presenta el municipio permite contar con una diversidad de paisajes que van desde elevaciones mayores a los 3500 m s. n. m. hasta las explanadas del Valle de México. 
De manera general, la cabecera municipal del municipio de Nicolás Romero se localiza en zona de lomeríos suaves, con pendientes que van de los 2° a los 36° y comprende altitudes que van de los 2,350 a 3000 m s. n. m.

### Geomorfología
Las elevaciones más sobresalientes conocidas como potrerillos, Río Frío, la Cruz, el Escorpión y Tres Piedras se localizan al poniente del municipio en colindancia con los municipios de Jiquipilco y Villa del Carbón, al este del municipio, existen pequeños promontorios que se alternan con lomeríos hasta culminar en la Presa de Guadalupe, esta orografía favorece la formación de cañadas. Los terrenos que presentan las pendientes más pronunciadas (mayores al 30%) se ubican al sur y al surponiente del municipio. Estas se presentan en cerros escarpados y cañadas así mismo se localizan pendientes pronunciadas en los cauces de ríos y arroyos. 
De manera general, lo accidentado de la topografía municipal ha originado entre otros factores que la estructura urbana sea desordenada entre los elementos habitacionales, industriales, comerciales y de servicios, esto debido a que el crecimiento urbano se ha realizado en terrenos topográficamente accidentados, además de esto la dotación de servicios de agua potable y drenaje presenta problemas en su distribución debido a lo accidentado de la zona.

### Hidrografía

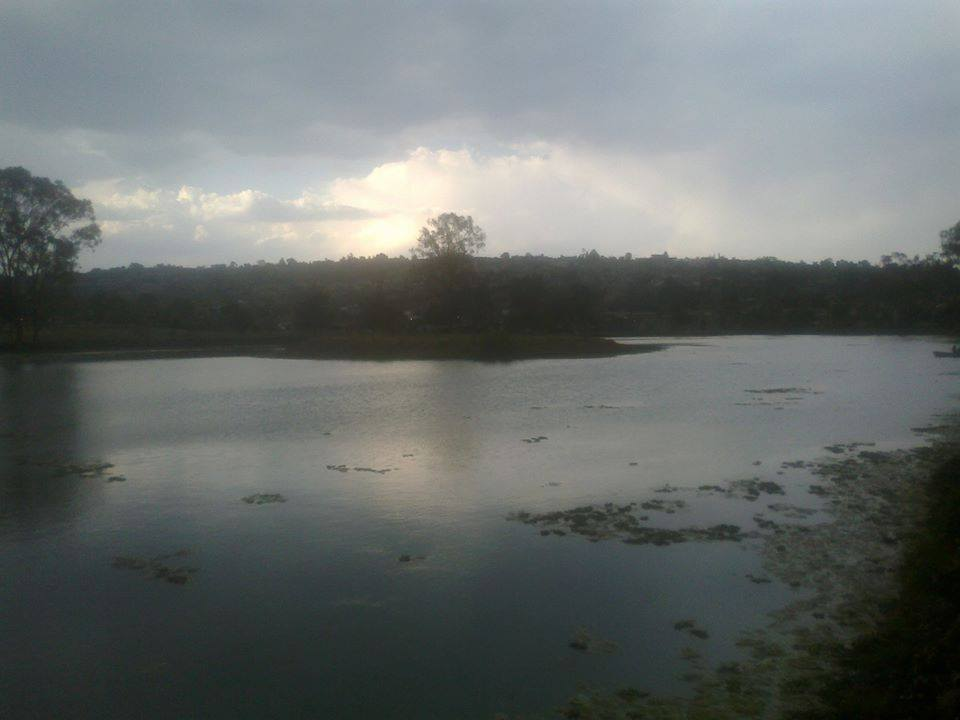
Laguna en Nicolás Romero

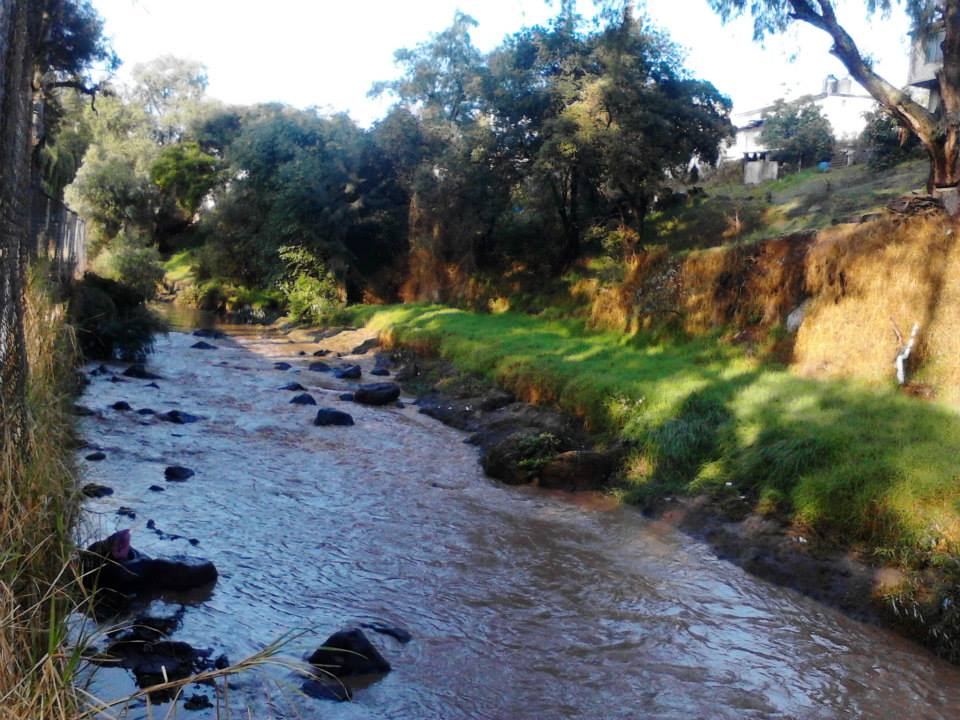
Río de Barrón, Nicolás Romero

Preservar las cuencas es vital para el equilibrio ecosistémico del planeta, el funcionamiento armónico de las cuencas determina la vida en la región, en todas sus facetas, al ser sustento de vida. También, por otro lado, puede ser origen de catástrofes, cuando en su seno ocurren fenómenos hidrometeorológicos extraordinarios, por la fuerza de arrastre del agua durante tormentas o por carencia del líquido en sequías prolongadas. El municipio pertenece a la región hidrológica 26, cuenca D. El municipio forma parte de la vertiente del Golfo de México de la cuenca del Río Moctezuma y se encuentra dividido en tres subcuencas: Ríos El Salto, Cuautitlán y Tepotzotlán (M, N y O, respectivamente).
Con relación a los cuerpos de agua superficiales el territorio municipal cuenta con dos presas y colinda parcialmente con el Lago de Guadalupe, los arroyos tributarios al Lago son San Pedro, Chiquito, Grande y Xinte. El arroyo San Pedro nace en la Sierra de Monte Alto, en Santa María Cahuacán, con el nombre de arroyo Concepción, su dirección es de este a oeste y cruza por el poblado de progreso industrial hasta llegar a la cabecera municipal, otros arroyos importantes son: el Tecuané, El Mogogo, Plan de Guadalupe, El Muerto, El Trigo, El Portezuelo, Los Tepozanes, Agua Caliente, San Pablo, Las Víboras, El Negro, Lanzarote, El Ocote, El Esclavo. Los gastos de los arroyos El Ocote, El Esclavo, La Concepción y El Chiquito son: 13.3; 19.5; 1.4 y 240 L/s respectivamente. 
En cuanto a los cuerpos de agua subterránea existen dos principales acuíferos que corresponden a la subcuenca de los ríos Cuautitlán y Tepotzotlán. Los cuales son explotados por pozos profundos con aforos de 585.47 litro por segundo, siendo su capacidad de recarga de 608.2 litros por segundo. 
El material geológico es de baja capacidad acuífera y la dirección del flujo subterráneo va al noreste. 
Existen sólo dos acuíferos; el primero perteneciente a la subcuenca del arroyo Tepotzotlán, en la parte oeste del municipio y el segundo, formado por la subcuenca del río Cuautitlán en este se destaca por su potencialidad una pequeña franja multiacuífera sobre el arroyo Grande. 
La explotación de pozos se concentra en la parte oriente del municipio, de los que se extrae 585.47 L/s, mientras que la infiltración es de 608.2 L/s (19 millones de m³) por lo que se está llegando al límite de recarga de los mantos acuíferos.

### Clima

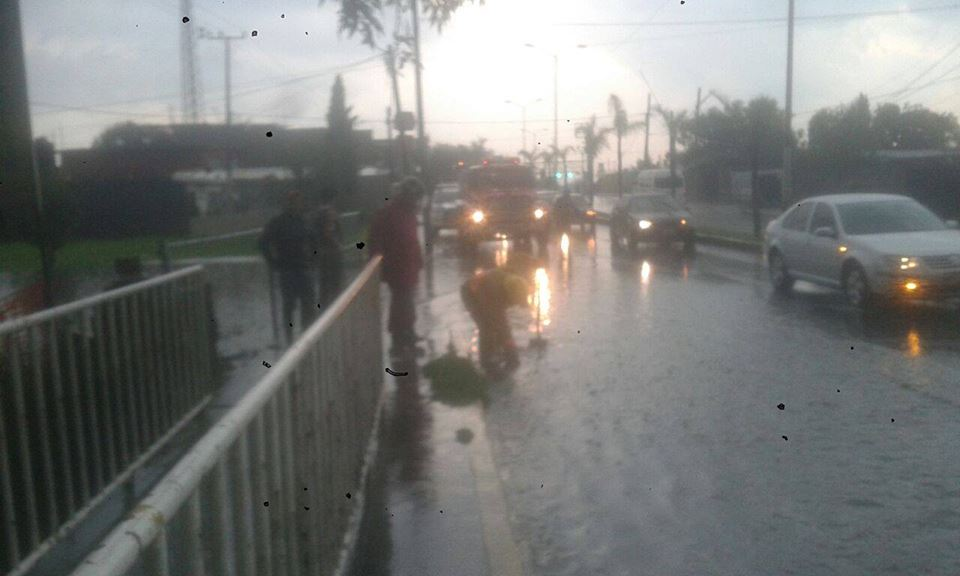
Día lluvioso, visto desde la Vía Corta Morelia

Nicolás Romero se ubica en la clasificación climática catalogada como templado subhúmedo, con temperaturas medias de 16 grados Celsius y con máximas de 30 °C, mínimas de 7 °C.
Las precipitaciones pluviales promedio anuales suman 1136 mm, y la lluvia máxima registrada de 1961 a 1975 fue de 96 mm En un año los días con lluvia en el mismo periodo observado fueron 117, despoblados 172; los nublados pero sin lluvia 71; los días en que heló fueron 87; las primeras heladas principian en octubre y terminan en abril.
En el municipio de Nicolás Romero predominan tres tipos de climas: 
- El subgrupo semifrío C(E), que se ubica a altitudes mayores a 2900 m s. n. m., cuenta con una temperatura promedio anual de 12 °C, con una precipitación anual que oscila entre 1100 y 1200 mm. Este clima se presenta en la parte extremo poniente del municipio.
- El clima templado subhúmedo C(W2) se encuentra entre los 2400 y 2900 m s. n. m., con una precipitación media anual que oscila entre 1000 y 1100 mm, este clima se presenta en la parte central del municipio, donde se localizan los poblados de Cahucán, San José del Vidrio y parte de San Francisco Magú.
- El clima templado subhúmedo del subgrupo C(W1), presenta una precipitación pluvial entre 800 y 900 mm, la temporada de lluvias se presenta en el verano, mientras que el resto del año son escasas. La temperatura media anual es de 16 °C, la temperatura mínima es de 5 °C, y la máxima de 34 °C, este clima se presenta en el área urbana del municipio.

### Geología
El territorio del municipio de Nicolás Romero se ubica en la provincia del eje neovolcánico. Las partes centro, norte y este están compuestas por rocas sedimentarias clásticas del terciario, lutitas areniscas y conglomerados; en el sureste y suroeste son rocas ígneas extrusivas, tobas y brecha volcánica. La zona más baja colinda con Cuautitlán Izcalli y se encuentra en los límites del valle Cuautitlán-Texcoco, constituida en su mayoría por depósitos aluviales recientes. 
En lo referente a fallas y fracturas en el municipio existen dos fallas, una de ellas se ubica en el ejido de Cahuacán y la otra entre la Cañada y los Duraznos, y existen 35 fracturas distribuidas en todo el territorio municipal. 
En general, son cinco los materiales geológicos que se identifican: andesitas, al poniente del municipio. Brechas volcánicas en la parte centro-poniente. Y tobas, areniscas y conglomerados, en el resto de la parte central y oriente del municipio, donde se encuentra el área urbana y poblados. Los materiales predominantes en esta zona son tobas, los cuales tienen posibilidades de uso urbano de altas a moderadas.

### Edafología
Los tipos de suelo que se presentan en Nicolás Romero se distribuyen de la siguiente manera: en la parte oeste hasta la porción media del municipio se presentan los Andosoles ocrico (To) y el húmico (Th), recomendables para el uso forestal. 
En la porción central del municipio se identifican suelos de tipo Luvisol crómico (Lc), recomendable para el uso forestal, Vertisol pélico (Vp) y el crómico (Vc), recomendables para la ganadería extensiva, y el Litosol, recomendable para el uso urbano.
En la parte oriente colindante con la Presa de Guadalupe se presenta un suelo de tipo Luvisol asociado a un Feozem y un Cambisol, recomendable para el uso forestal y la agricultura. En la porción sureste del municipio se encuentran una zona de una asociación edáfica de un Vertisol asociado a un Cambisol y litosol. 
Algunas limitantes edafológicas para el desarrollo urbano que se presentan en el municipio son por suelos expansivos como el Vertisol crómico y el pélico, estos se ubican principalmente en la cabecera municipal, los suelos húmicos y andosoles órticos que se presentan a 2850 y hasta 3450 m s. n. m. presentan condiciones colapsables, por lo que no son aptos para los asentamientos humanos.

### Aprovechamiento actual del suelo

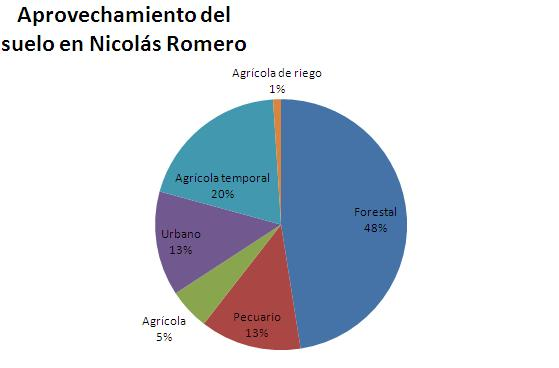
Gráfica de porcentaje de aprovechamiento del suelo en Nicolás Romero

El municipio de Nicolás Romero tiene una superficie total de 23,350.8 hectáreas de las cuales:
- 2,807 hectáreas son para uso urbano.
- 2,722 has. para la actividad pecuaria.
- 5,434 has. para el uso agrícola donde se cultiva principalmente avena forrajera, maíz, papa, cebada, haba, frijol y trigo.
- De las 5,434 has. de uso agrícola 4,120 son de temporal, 1,099.82 de riego y temporal y 214.61 sólo con riego.

Respecto al uso del suelo en actividades pecuarias se realiza con cuatro especies básicamente: bovinos, ovinos, porcinos y aves de corral.

### Alteraciones del medio natural e impacto
- Agua

Algunos impactos negativos que se presentan sobre los cuerpos de agua superficiales, son los generados por la contaminación de estos por la disposición de aguas residuales y desechos sólidos. Se puede observar un deterioro en la calidad del agua de los escurrimientos superficiales, el cual aumenta conforme la corriente desciende hacia las Presas de Guadalupe y de La Concepción; esto debido a que durante su recorrido captan aguas residuales domésticas no tratadas.
- Aire

Los impactos negativos sobre la atmósfera son generados principalmente por los gases emitidos por la actividad industrial, comercios y servicios establecidos en este municipio junto con el sistema de transporte público. Aunque la actividad industrial en el municipio de Nicolás Romero no es muy representativa, los aportes de contaminantes son generados principalmente por giros pequeños como tortillerías, tintorerías, talleres de repintado automotriz, establecimientos de venta de alimentos, talleres de fundición entre otros que son, los que generan un mayor porcentaje de las emisiones totales a la atmósfera.
- Desechos sólidos

Las cantidades de desechos sólidos generadas en Nicolás Romero sobrepasan la capacidad de recolección y disposición por parte del municipio, esto se ve reflejado en los 150 tiraderos clandestinos que se presentan en el municipio, estos se ubican en barrancas, arroyos y áreas verdes En Nicolás Romero no existe un sitio acondicionado para la disposición de los residuos sólidos, por lo que estos son transportados al confinamiento de Tlalnepantla. En el municipio existen 34 centros de acopio, en donde se seleccionan los residuos sólidos.

### Riesgos
- Riesgos Sociorganizativos

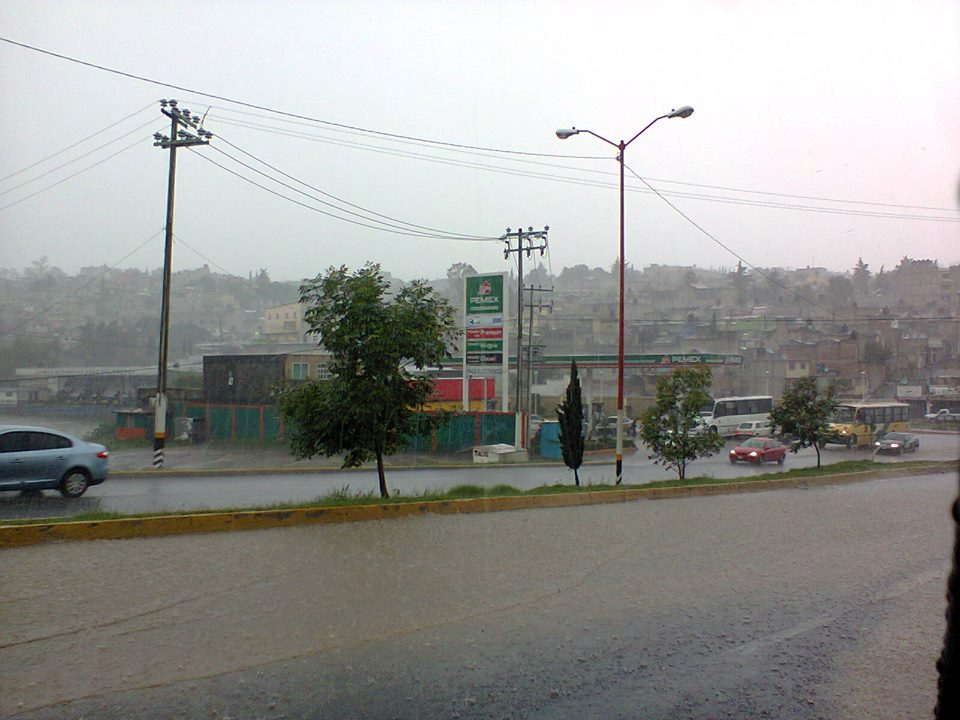
Encharcamientos provocados por las fuertes lluvias.

Estos son los que se generan por una inadecuada administración por parte de las autoridades o la población, pero que debido a la falta de señalamientos y restricciones generan problemas tanto para los habitantes, como para las autoridades, representando un riesgo para el bienestar de la población. Los riesgos que podemos encontrar en el municipio de este tipo son: las reducidas secciones de las vialidades principales del municipio, que son utilizados para estacionamientos y por los establecimientos comerciales ubicados a orillas de las vialidades principales, provocando accidentes viales; este problema se presenta principalmente en la zona centro del municipio y en las zonas aledañas al palacio municipal.
- Riesgos geológicos

En el territorio municipal existen dos zonas minadas, la primera se ubica entre el pueblo de San Miguel Hila, parte sur de Balcones de Juárez Barrón, Balcones de Santana, Francisco I. Madero y Casa Blanca hasta el límite del municipio con Atizapán de Zaragoza, la segunda zona se localiza en las colonias Campestre Liberación, Francisco Sarabia y ejido Tlihuaca. Asimismo, de acuerdo a lo establecido por la Dirección General de Protección Civil, en el municipio se presentan entre otros los fenómenos sísmicos, las fallas, las fracturas, agrietamientos superficiales, deslizamiento de suelos y rocas y pérdida de capa edáfica.
- Riesgos químicos

En el municipio se presentaron 128 incendios en 1995 en áreas forestales, con una superficie siniestrada de 538 ha.; de estas 407 has. fueron de pastos, 7 has. de hierba y arbustos y 124 has. de renuevos (INEGI: 1996). Estos incendios pueden llegar a afectar a poblados como San Juan de las Tablas, Cahuacán y Transfiguración, además de que se reducen las áreas de recarga de los mantos acuíferos del municipio. Además de estos, los riesgos químicos se derivan de la presencia de gasolineras y gaseras, una de ellas localizada en la zona limítrofe con Atizapán de Zaragoza; la segunda en la confluencia de las vialidades con dirección al palacio municipal y Villa del Carbón; la tercera se ubica en Av. Hidalgo y la cuarta en la salida a Villa del Carbón, rumbo a Progreso Industrial. Las gaseras se ubican en San José El Vidrio, sobre la carretera a Villa del Carbón y otra en la Colonia Libertad, cerca de la zona limítrofe con Cuautitlán Izcalli (Tepojaco).

### Ecosistemas

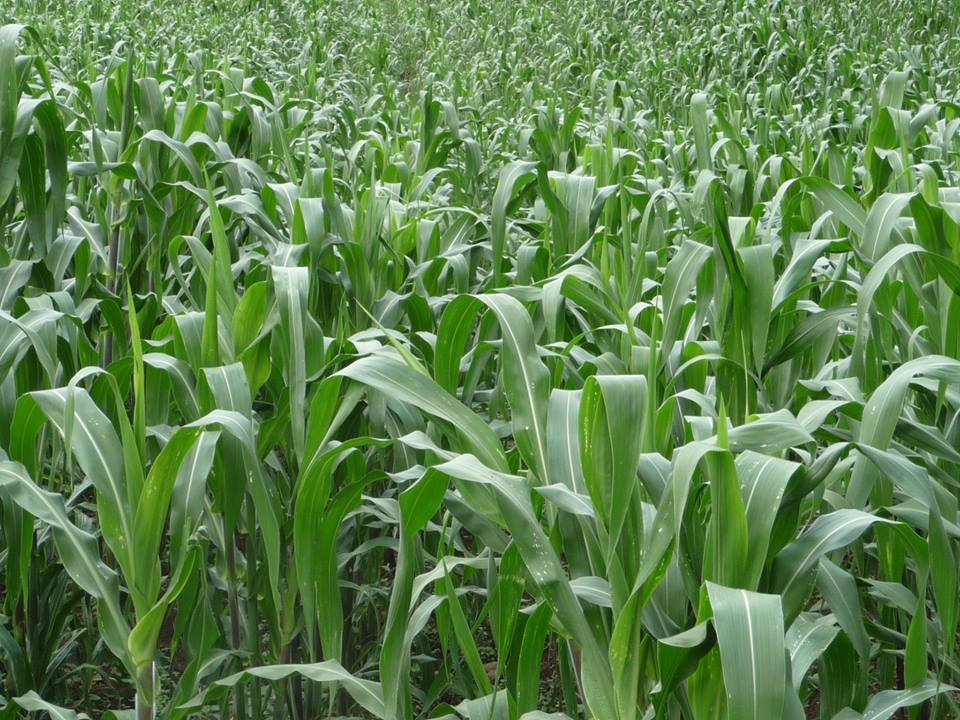
Sembradío de maíz, el más común en el municipio.

A pesar de las constantes depredaciones que han sufrido la flora y la fauna del municipio, existen aún regiones sumamente pobladas de variedad de animales, en cuanto a la flora por especies principalmente de coníferas.
Las coníferas se ubican en los bosques de los poblados de Cahuacán, San Juan de las Tablas y Transfiguración. Los árboles más comunes son: encino, oyamel, pino, aile, madroño, trueno, pirul, eucalipto.
En temporada hay hongos silvestres como: queximones, semas, patitas de pájaro, etc. Las hierbas más conocidas y que se dan en el municipio son: Santa María, siempreviva, ruda, de la verbena, del zopilote, de la golosa, de la golondrina, juanilipillo, del tepetate, árnica, tabaquillo, gordolobo, ajenjo, hierbabuena, manzanilla, etc.
Las plantas de ornato más populares son: violeta, begonia, alcatraz, rosa de Castilla, nochebuena, magnolia, retama, pensamiento, huele de noche, geranio, flor de nube, malva, margarita, hortensia, etc. 
En los últimos años se ha incrementado la fruticultura y se localizan pequeñas huertas familiares de árboles frutales como los siguientes: manzana, durazno, tejocote, capulín, chabacano, pera. La producción es pequeña y se comercializa localmente.
La fauna del municipio es: liebre, conejo, ardilla, tejón, tlacuache, coyote, tecomistle, armadillo, y algunas variedades de serpiente, aves nocturnas-diurnas.

## Economía

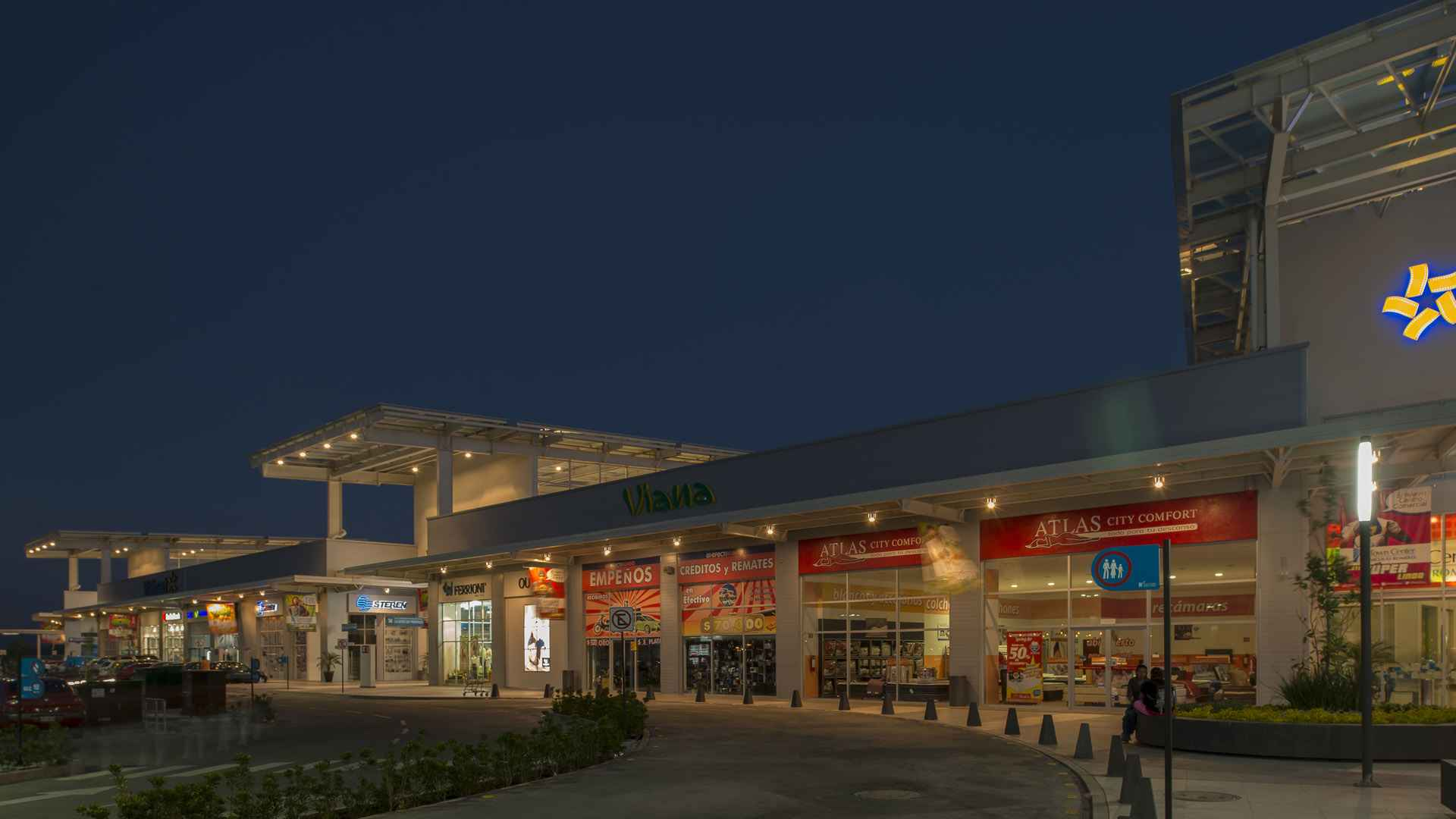
Town Center Nicolás Romero de noche.

El comercio de verduras, frutas, animales y otros víveres es la principal actividad económica dentro del municipio. El transporte de pasajeros es también una de las principales actividades económicas.
Debido a la poca inversión económica dentro del municipio la mayoría de la población sale a trabajar a los municipios vecinos.
El municipio cuenta con cuatro centros comerciales, el Town Center Nicolás Romero que cuenta con las tiendas ancla Walmart, Sam's, Coppel y varias tiendas departamentales, los otros centros comerciales son Soriana, Chedraui y Bodega Aurrera.
En el municipio existen dos actividades artesanales básicas; Un numeroso grupo de personas que trabajan la chaquira, quienes han vestido a una gran cantidad de artistas mexicanos y extranjeros, con trajes, sumamente elaborados y complicados adornos realizados a base de este material, que en la época colonial llegaban de China. Otra reconocida actividad artesanal corresponde al trabajo con popote coloreado.
En Nicolás Romero hay un total de 71,859 hogares.
De estas 71,405 viviendas, 3,030 tienen piso de tierra y unos 5,267 consisten de una habitación solo.
En este municipio la economía no se desarrolla de forma creciente debido a las pobres políticas municipales carentes de visión y liderazgo.
Lo mejor que puede presumir los gobiernos gobernantes son obras con presupuesto federal (P.E distribuidores viales), mientras tanto lo que celebran los presidentes municipales con incomprensible conformismo son calles simples, donde la gente debe de mostrarse complacida por tales obras comunes que son obligación del municipio.
66,237 de todas las viviendas tienen instalaciones sanitarias, 62,549 son conectadas al servicio público, 68,216 tienen acceso a la luz eléctrica.
La estructura económica permite a 12,956 viviendas tener una computadora, a 44,727 tener una lavadora y 67,277 tienen televisión.

### Rutas de transporte público
Algunas de éstas son: 
1. TUVSA Ruta 10
2. ACPTA Ruta 27
3. APOAVNR Ruta 22
4. Montes de OCA Ruta 79
5. Ruta 89 CDMX
6. Ruta 99 CDMX

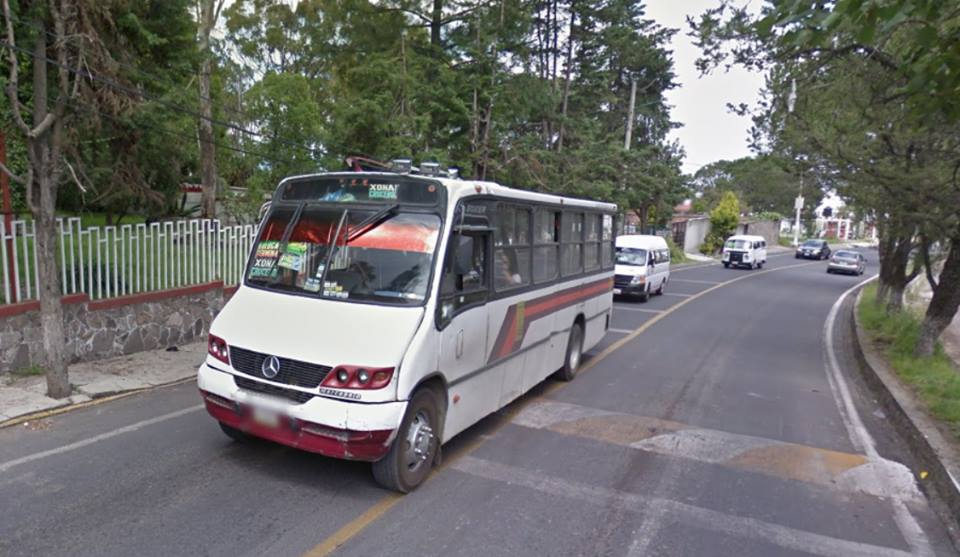
Camión con dirección a Toluca pasando por Loma del Río

7. Autobuses rápidos de Monte Alto. AURAMA
8. Autobuses rápidos del Valle de México. ARVM
9. Autobuses del Noroeste ANASA
10. Autotransportes Monte Auto  AMASA
11. Autotransportes Cuatro Caminos AMATSA
12. Autobuses México Tlalnepantla AMTYPISA
13. Autobuses Aurora ACACYA

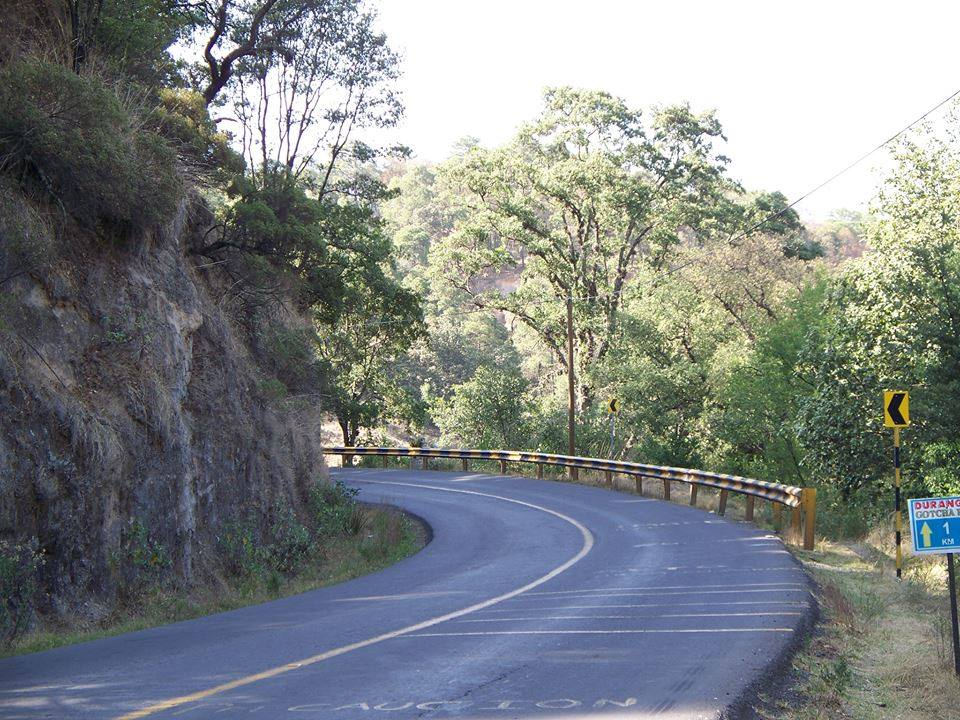
Carretera a Villa del Carbón

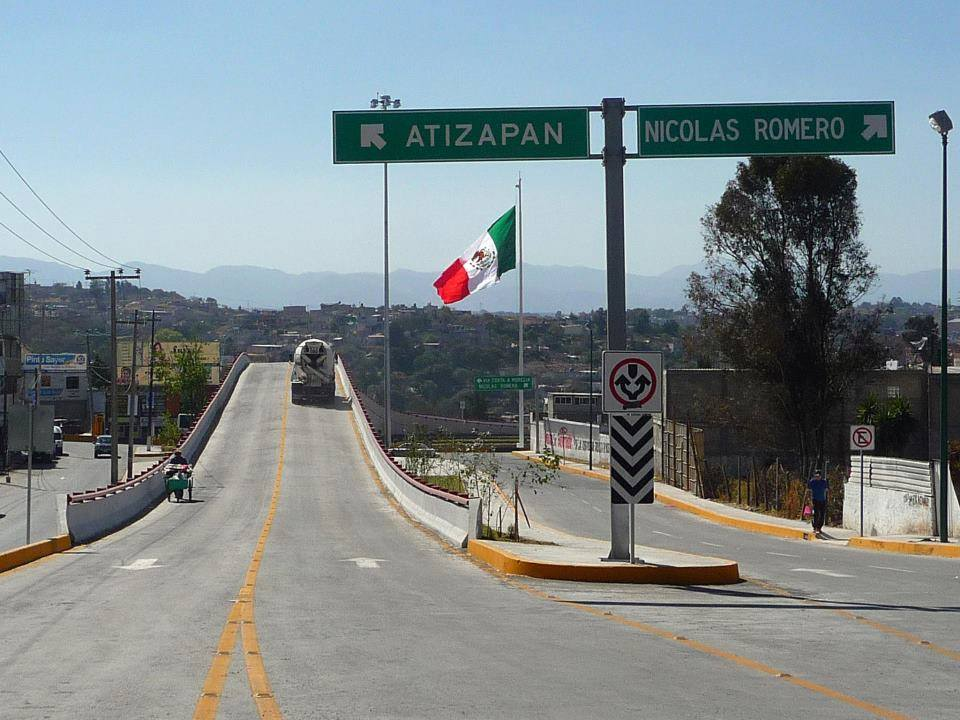
El distribuidor vial "Bicentenario" conecta a la avenida principal con la Vía corta a Morelia.

Las rutas de transporte público del municipio conectan con varios puntos importantes del Valle de México, algunos de estos son: 
- Avenida Mario Colín y centro de Tlalnepantla
- Metro "Cuatro Caminos" (El Toreo) en Naucalpan
- Metro "Politécnico" en la delegación Gustavo A. Madero.
- Metro "El Rosario" en la delegación Azcapotzalco
- Metro "Chapultepec" en la delegación Miguel Hidalgo
- Estaciones del Metrobús en Vallejo.
- Diversas plazas comerciales en Atizapán, Naucalpan y Tlalnepantla
- Centro del municipio de Toluca
- Varios puntos y el centro del municipio de Isidro Fabela
- Localidades colindantes de los municipios de Cuautitlán Izcalli y Tepotzotlán
- Con los municipios de Jilotzingo, Villa del Carbón, Atlacomulco y Morelos
- Estaciones del tren Suburbano (Tlalnepantla y San Rafael)

## Demografía
De acuerdo a los resultados del Censo de Población y Vivienda de 2020 llevado a cabo por el Instituto Nacional de Estadística y Geografía, la población total de Nicolás Romero asciende a 430,601 habitantes.

### Localidades
El municipio incluye en su territorio un total de 43 localidades y diez pueblos. Las principales, considerando su población del censo de 2010 son:
| Localidad                      | Población |
| Total Municipio                | 366 602   |
| Ciudad Nicolás Romero          | 16 509    |
| Veintidós de Febrero           | 13 021    |
| Progreso Industrial            | 11 289    |
| Quinto Barrio (Ejido Cahuacán) | 5 795     |
| Santa María Magdalena Cahuacán | 5 279     |
| San José El Vidrio             | 5 204     |
| San Francisco Magú             | 4 962     |
| San Miguel Hila                | 4 373     |
| Transfiguración                | 4 002     |
| Loma Larga                     | 3 945     |
| Puerto Magú                    | 3 433     |
| Colonia Morelos                | 2 557     |
| Loma de San José               | 2 451     |
| El Esclavo                     | 1 860     |
| Caja de Agua                   | 1 420     |
| Loma del Río                   | 1 316     |
| Loma de Guadalupe (La Biznaga) | 1 271     |
| San José                       | 1 191     |
| Colonia El Mirador             | 1 168     |

| Localidad                   | Toponimia | Población |
| Total Municipio             | Significado | 366 602   |
| San Pedro Azcapotzaltongo   | En los pequeños hormigueros.                                                                                             | 16509     |
| Magdalena Cahuacan          | “lugar de águilas y árboles”                                                                                             | 5279      |
| San Francisco Magu          | "Casa" en lengua otomí                                                                                                   | 5745      |
| San José del Vidrio         | "lugar del maíz", se llama así por la hacienda virreinal de El Vidrio                                                    | 5991      |
| San Miguel Hila             | se llama así por la planta hidroeléctrica que pusieron los campesinos                                                    | 4103      |
| Progreso Industrial         | se llama así por la zona industrial que ejercieron los habitantes                                                        | 12136     |
| San Juan Tlihuaca           | “lugar donde se encuentra el Negro”                                                                                      | 14400     |
| Transfiguracion             | se llama así por el acto que realiza Jesucristo                                                                          | 4147      |
| San Isidro Colmena y Barron | su nombre se deriva de las fábricas que se construyeron en la Revolución                                                 | 11000     |
| San Juan de las Tablas      | "carne de los dioses" (nombre otomí) (San Juan Nacapa) “lugar de águilas y árboles” (nombre náhuatl) (San Juan Cahuacan) | 835       |

### Salud
La Cruz Roja fue una de las primeras unidades básicas de salud establecidas en Nicolás Romero. Cuenta también el municipio con centros de salud comunitarios y una clínica de ISSEMYM, para dar servicio a los trabajadores del ayuntamiento. Asimismo, cuenta con dos Unidades de Medicina Familiar del Instituto Mexicano del Seguro Social (IMSS); la primera es la Unidad de Medicina Familiar n.º 63 ubicada en la localidad de San Ildefonso y la segunda es la Unidad de Medicina Familiar n.º 66 ubicada en la localidad de Progreso Industrial.
Cuenta con el Hospital Regional "Juan Aldama", que tiene atención médica con especialidades en: ginecología y obstetricia, pediatría, consultorio pediátrico y dental, consulta externa, quirófano, laboratorio clínico, sala de rayos X y área de urgencias. Se encuentra en el Paraje San Juan s/n Colonia el Vidrio, y presta servicios de salud no sólo a las y los habitantes de Nicolás Romero sino a municipios vecinos como Villa del Carbón, Santa Ana Jilotzingo e Isidro Fabela.

### Lenguas
10,867 personas en Nicolás Romero viven en hogares indígenas. Un idioma indígena hablan de los habitantes de más de 5 años de edad 4,181 personas. El número de los que solo hablan un idioma indígena es 18, los de cuales hablan también mexicano es 4,026.

## Educación

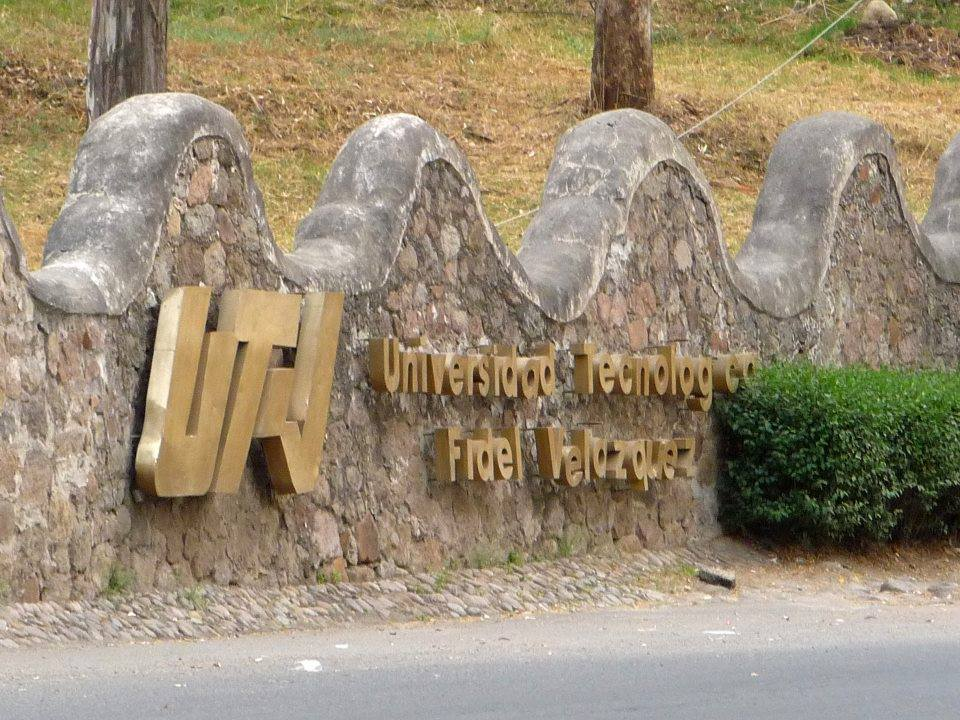
Universidad Tecnológica "Fidel Velázquez"

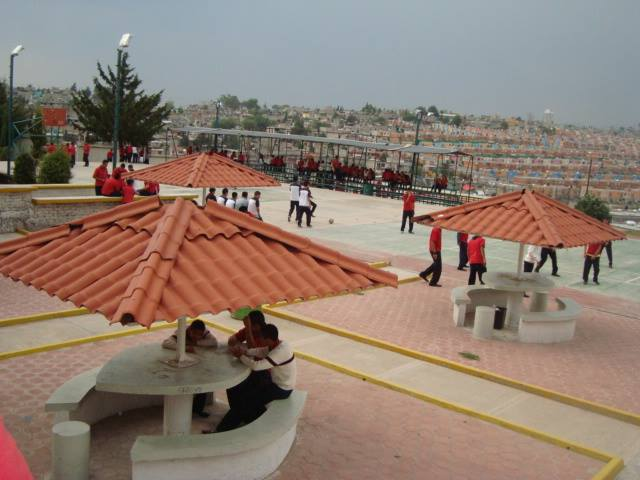
CECyTEM Nicolás Romero

Algunas escuelas de educación básica son: 
- Jardín de Niños Romulo Díaz de la Vega
- Jardín de Niños Sor Juana Inés de la Cruz
- Jardín de Niños Gabriela Mistral
- Jardín de niños Mundo Nuevo
- Escuela Primaria Gral. Guadalupe Victoria
- Escuela Primaria Dr. Gustavo Baz Prada
- Escuela Primaria Manuel Maria Contreras
- Escuela Primaria Margarita Maza de Juárez
- Escuela Primaria Revolución Mexicana
- Escuela Primaria "Yolanda Cuervo Toledano"
- Escuela Secundaria Técnica n.º 222
- Escuela Secundaria General n.º 66 Vicente Guerrero
- Escuela Secundaria Oficial n.º 206 Daniel Delgadillo
- Escuela Secundaria Himno Nacional
- Escuela Secundaria Técnica n.º 165
- Escuela Secundaria Nicolás Romero
- Escuela Secundaria Quetzalcóatl n.º 67
- Escuela Secundaria Andrés Molina Enríquez
- Escuela Secundaria Carlos Monsiváis
- Colegio Mundo Nuevo
- Centro Escolar Anglo Mexicano
- International College "Sor Juana Inés de la Cruz"

Algunas de las instituciones educativas públicas a nivel superior y medio superior:
- Universidad Autónoma del Estado de México, Campus Valle de México
- Universidad Tecnológica Fidel Velázquez
- CECyTEM Nicolás Romero I (Granjas Guadalupe)
- CECyTEM Nicolás Romero II (Tráfico)
- Escuela Preparatoria Oficial del Estado de México n.º 148 (San Ildefonso)
- Escuela Preparatoria Oficial del Estado de México No 250 (5.º Barrio, Cahuacán)
- Escuela Preparatoria Oficial del Estado de México n.º 308 (Transfiguración)
- CONALEP Nicolás Romero
- Colegio de Bachilleres del Estado de México Plantel 15 "El Vidrio"

### Analfabetismo
En el municipio fueron registrados 9914 analfabetos de 15 y más años y 2564 de jóvenes entre 6 y 14 años que no asisten a la escuela.
De la población a partir de los 15 años 11658 no tienen ninguna escolaridad, 72493 tienen una escolaridad incompleta. 57034 tienen una escolaridad básica y 58951 cuentan con una educación post-básica.
Un total de 19623 de la generación de jóvenes entre 15 y 24 años de edad han asistido a la escuela, la mediana escolaridad entre la población es de 8 años.

## Cultura y patrimonio

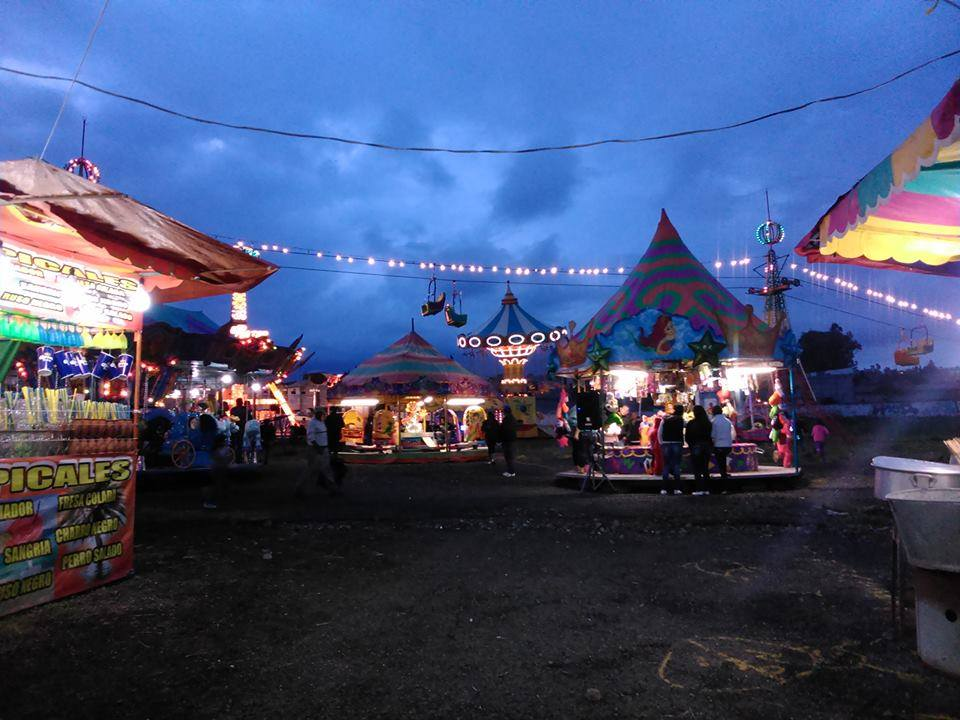
Feria de San Pedro

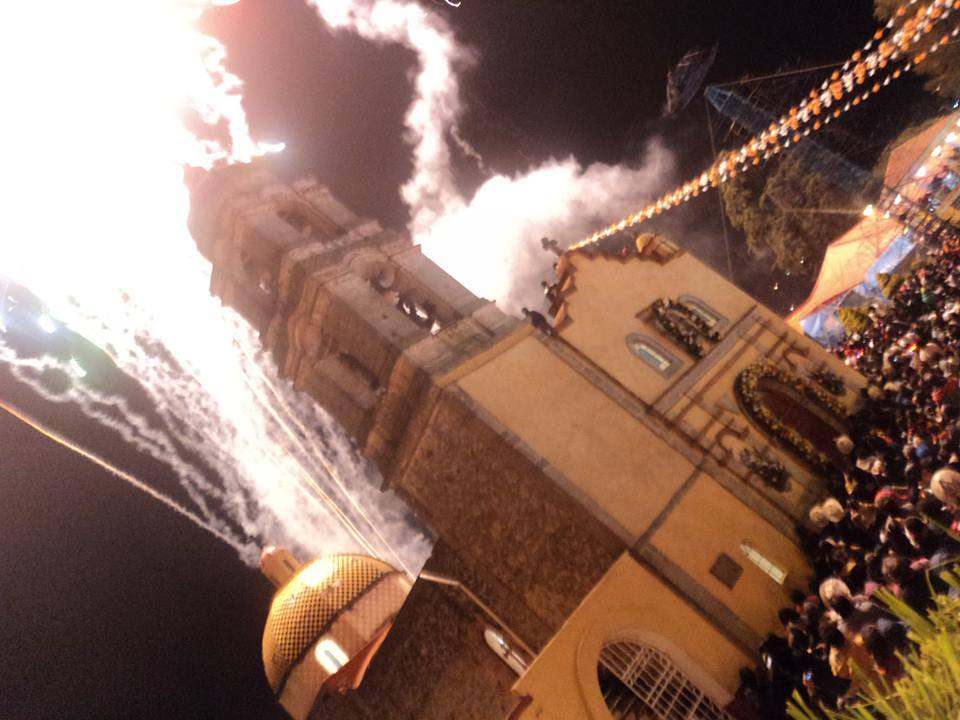
Celebración en Iglesia de Cahuacán

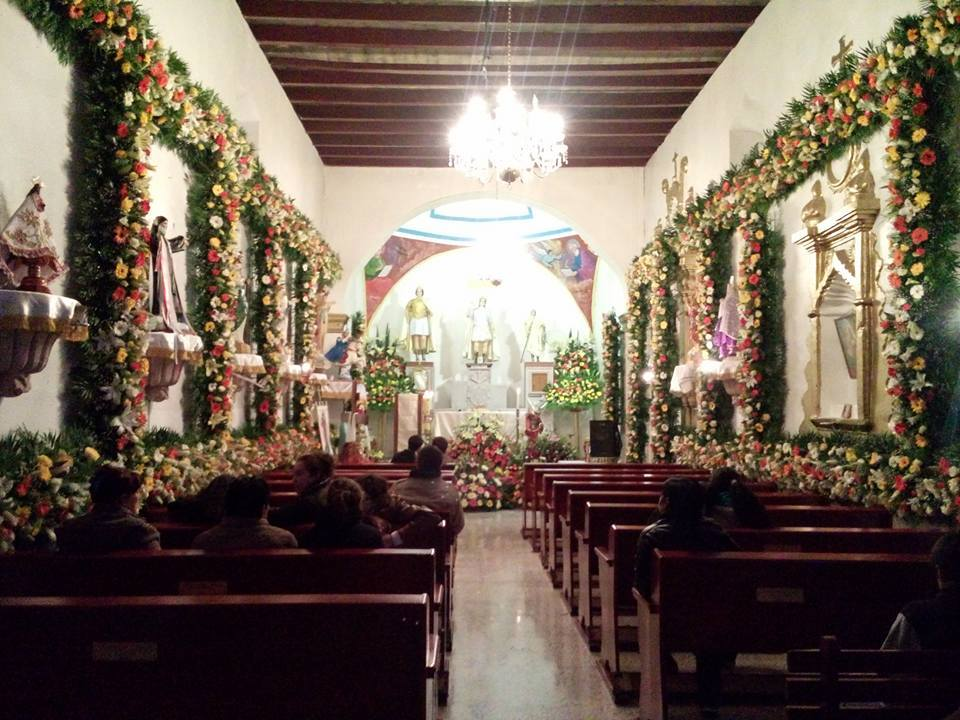
San Miguel Hila.

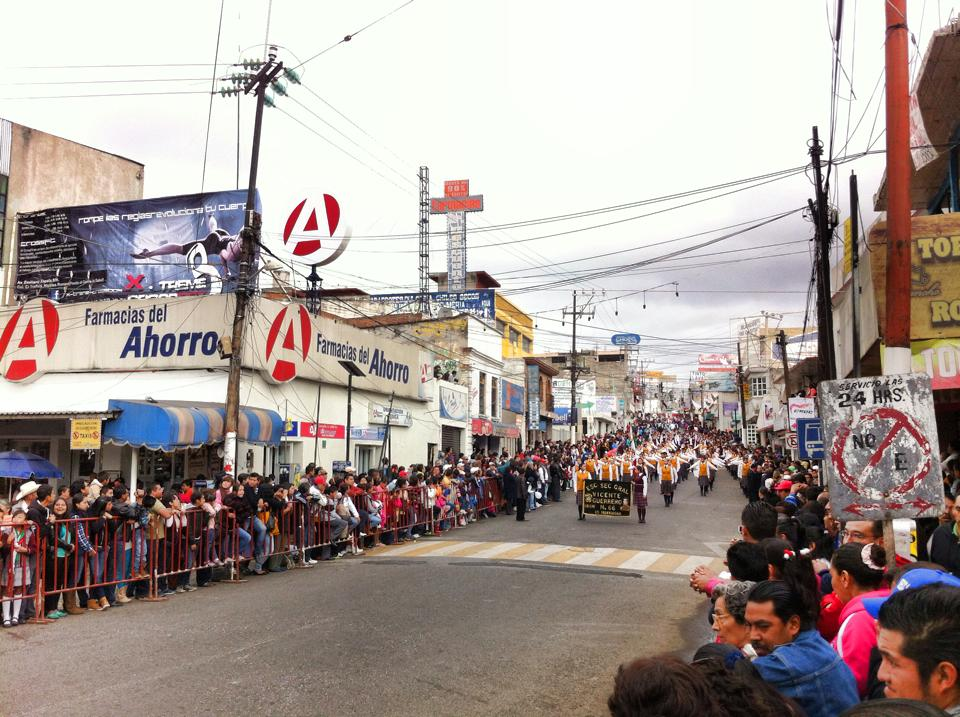
Desfile escolar por la avenida principal en conmemoración a la Independencia de México.

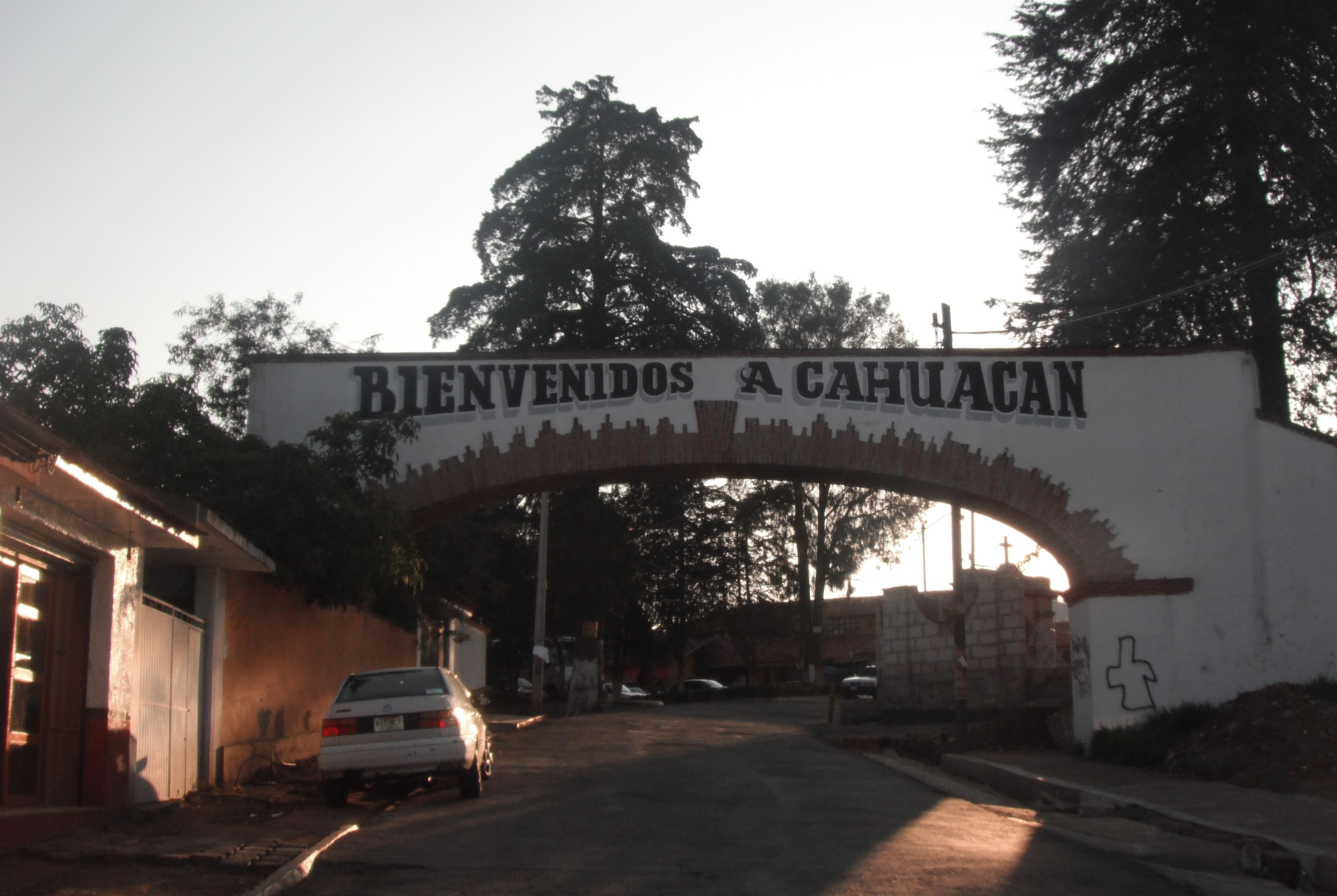
Arco de entrada al centro de Cahuacán.

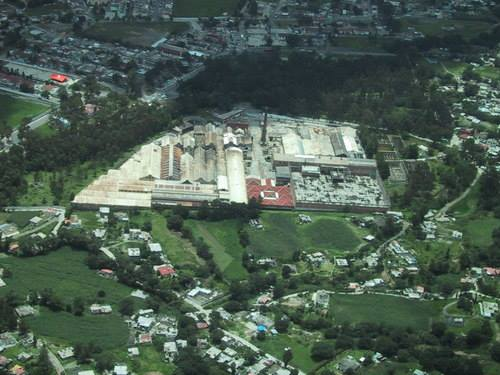
Vista aérea del pueblo de Progreso

En la época contemporánea como en los tiempos prehispánicos, las fiestas tradicionales están íntimamente ligadas a la religión, durante todo el año, casi todos los meses hay fiestas dedicadas al santo patrono de cada pueblo; aunque la festividad más concurrida y renombrada es la de San Pedro Apóstol que se celebra el 29 de junio en conmemoración de la fundación de la parroquia en 1533 Que actualmente presenta un deterioro importante. Algunas otras parroquias donde aún se celebra una fiesta patronal son: 
- Iglesia de San Isidro Labrador
- Iglesia de San Miguel Hila
- Iglesia de Transfiguración
- Iglesia de San Francisco Magú
- Iglesia de Cahuacán
- Iglesia de la Colmena
- Iglesia de San Ildefonso
- Iglesia de San José El Vidrio

Las fechas importantes de la Iglesia Católica son muy comunes y de gran importancia para los nicolasromerenses, año con año todas las parroquias las celebran.

### Museos
En el municipio sólo se cuenta con dos museos particulares,  El museo “Fernando Castro Vázquez”, que está enfocado a la historia municipal y el “MUTESI” (Museo Textil de San Ildefonso), que contiene una muestra fotográfica de los orígenes de la comunidad y objetos relacionados con la industria textil.
También se celebran todas las festividades cívicas. Las más sobresalientes son: 
1. 16 de septiembre, conmemoración del Grito de Dolores
2. 20 de noviembre, conmemoración de la Revolución Mexicana
3. 5 de febrero, día de la Constitución
4. 24 de febrero, día de la Bandera de México

Es muy común ver adornos tricolor el 15 y 16 de septiembre, ya sea puestos en las casas o en las vías públicas (el ayuntamiento los pone) y también es común escuchar música mexicana y ver fiestas por todos lados (como se acostumbra en la mayoría del estado), pero no es común en actos cívicos y conmemorativos de estas fechas, sino solo los hechos por las escuelas o por el ayuntamiento.

## Personajes ilustres
- Nicolás Romero, (1827-1865) en 1859 abandonó la fábrica de "Molino Viejo" (hoy La Colmena) para engrosar las filas juaristas, posteriormente combatió a los invasores franceses quienes terminaron fusilándolo. Está declarado Benemérito del 940)
- Fidel Velázquez Sánchez (1900-1997), líder obrero más importante de México.

## Relaciones internacionales

### Hermanamientos
La ciudad de Nicolás Romero está hermanada con la siguiente ciudad:
- Cantón de Belén, Costa Rica (2001).[7][8]

### Convenios
Nicolás Romero cuenta con un convenio de cooperación específica con otros municipios, la Red de Ayuntamientos Comprometidos con la Cultura y los Derechos Culturales (RACCU), cuyo objetivo es establecer actividades para fortalecer áreas complementarias como turismo, gobierno, seguridad, etc. entre las partes signatarias. Los gobiernos locales que forman parte de la RACCU son los siguientes:
- Coacalco de Berriozábal, México (2019)[9][10]
- Otzolotepec, México (2019)[9][10]
- Los Reyes La Paz, México (2019)[9][10]
- Teoloyucan, México (2019)[9][10]
- Ocoyoacac, México (2019)[9][10]